# Liste der Gemeinden Westfalens L–R

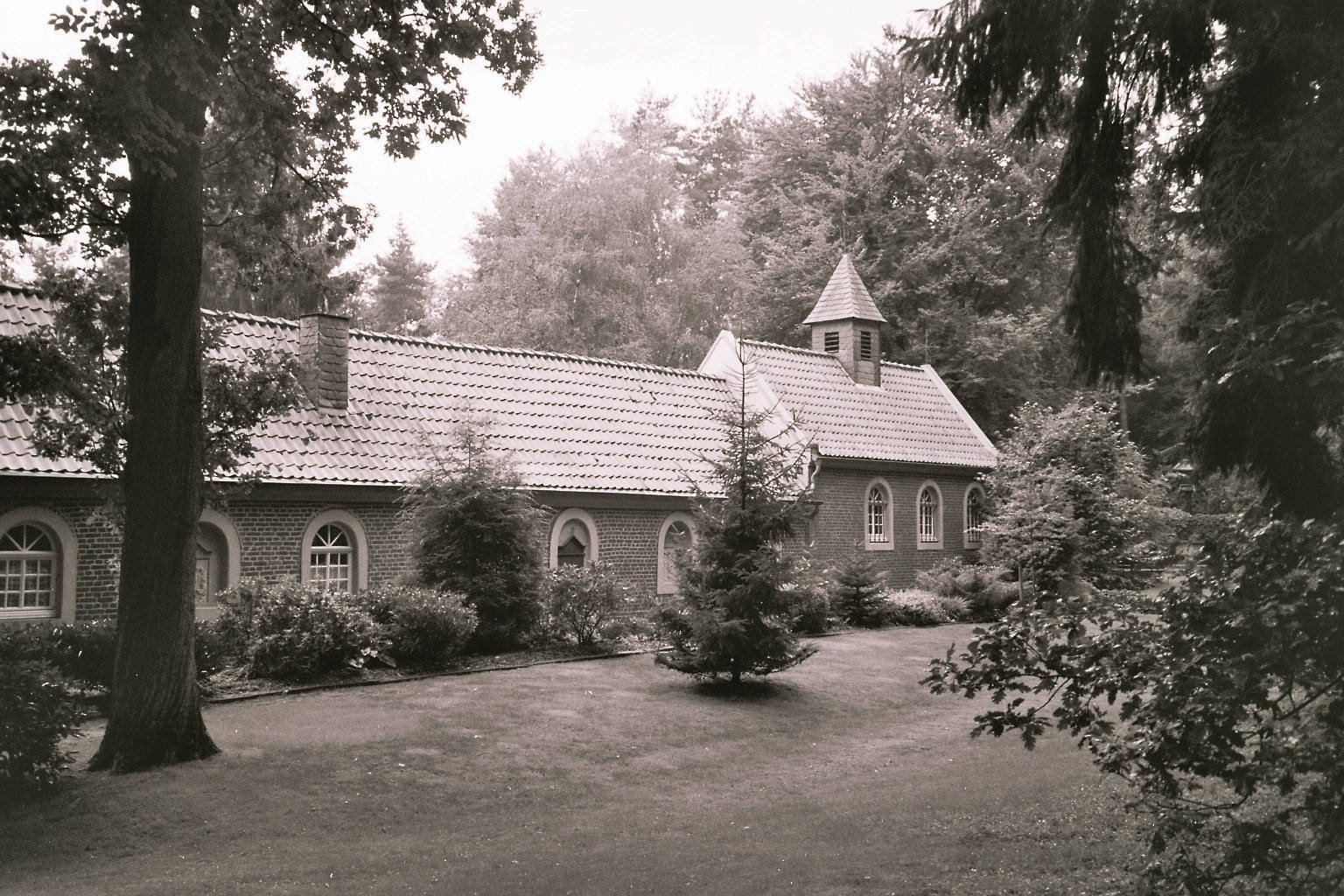
Eremitage bei Reken

Diese Liste enthält alle Gemeinden Westfalens mit ihren Gebietsveränderungen ab 1858. Die Gemeinden des lippischen Landesteils werden erst ab ihrer Zugehörigkeit zum Land Nordrhein-Westfalen mit ihren Gebietsänderungen aufgeführt. Die derzeit existierenden selbstständigen Gemeinden werden farblich hervorgehoben. Die Gebiete, die nach Westfalen wechselten, sind grün, diejenigen, die es verließen, rot unterlegt.

## Abkürzungen und Erläuterungen
- A = Auflösung
- ÄK = Änderung der Kreiszugehörigkeit
- Anf. = Anfang
- B = Beitritt (zum Land Nordrhein-Westfalen)
- E = Eingliederung
- FB = Forstbezirk
- GA = Gebietsaustausch
- GB = Gutsbezirk
- GG = gemeindefreies Gebiet
- N = Neubildung
- NÄ = Namensänderung
- NÄK = Namensänderung des zugehörigen Kreises (Landkreises)
- TA = Ausgliederung eines Teils (Teilausgliederung)
- TE = Eingliederung eines Teils (Teileingliederung)
- TU = Umgliederung eines Teils (Teilumgliederung)
- U = Umgliederung
- grt = größtenteils
- t = teilweise

Hochgestellte römische Zahlen
Wenn es mehrere Gemeinden mit demselben Namen gibt, werden diese in der Liste mit Hilfe hochgestellter römischer Zahlen unterschieden.

## Bezeichnungen der Kreise und Landkreise
- Zunächst hieß die Verwaltungseinheit grundsätzlich Kreis. Nur denjenige Kreise, deren Kreisstadt kreisfrei war (einen eigenen Stadtkreis bildete) bzw. aus dem Kreisverband ausschied, trugen die Bezeichnung Landkreis.
- Vom 1. Oktober 1953 bis zum 30. September 1969 war die einheitliche Bezeichnung Landkreis.
- Seit dem 1. Oktober 1969 ist die einheitliche Bezeichnung Kreis.
- Für Kreise/Landkreise wie z. B. den Ennepe-Ruhr-Kreis blieb die Bezeichnung einheitlich Kreis.

## Bezeichnungen der kreisfreien Städte und Stadtkreise
- Die, beginnend mit Dortmund im Jahr 1875, ausgekreisten Städte wurden zu Stadtkreisen.
- Die Stadt Münster, die bereits seit 1816 kreisfrei war, wurde mit der Preußischen Kreisordnung vom 1. April 1887 ebenfalls zu einem Stadtkreis.
- Ab dem 1. Oktober 1953 ist die Bezeichnung kreisfreie Stadt.

## Änderung der Schreibweise der Gemeinden mit C bzw. K
Die Änderung der Schreibweise etlicher Gemeinden mit einem ursprünglichen C, das in ein K geändert wurde, wird in der Liste in der Regel nicht berücksichtigt. Gemeinden, die im 19. Jahrhundert häufig mit C geschrieben wurden, wurden mit Verweis auf die Schreibweise mit K in die Liste aufgenommen.

## Liste

### L

#### La
| Gemeinde                      | Nr.   | Datum         | Maßnahme; Kreiszugehörigkeit |
| ----------------------------- | ----- | ------------- | --- |
| Laar                          | 48030 | 19.03.1858    | Landkreis, bis 1911 Kreis Herford |
| Laar                          | 48030 | 01.01.1969    | A > Herford |
| Laasphe                       | 65028 | 19.03.1858    | Kreis, von 1953 bis 1969 Landkreis Wittgenstein |
| Laasphe                       | 65028 | ca. 1929      | TE < Gutsbezirk Sayn-Wittgenstein-Hohenstein |
| Laasphe                       | 66128 | 01.01.1975    | E < Banfe, Bermershausen, Bernshausen, Feudingen, Fischelbach, Großenbach, Heiligenborn, Herbertshausen, Hesselbach, HolzhausenIV, Kunst Wittgenstein, Niederlaasphe, OberndorfI, Puderbach, Rückershausen, Rüppershausen, Saßmannshausen, Steinbach, Volkholz und Weide; TE < Amtshausen; ÄK > Kreis Siegen |
| Laasphe                       | 66128 | 01.01.1984    | NÄ > Bad Laasphe |
| Ladbergen                     | 61009 | 19.03.1858    | Kreis, von 1953 bis 1969 Landkreis Tecklenburg |
| Ladbergen                     | 60032 | 01.01.1975    | TE < Saerbeck; GA < > Greven; ÄK > Kreis Steinfurt |
| LaerI                         | 37043 | 19.03.1858    | Landkreis, bis 1876 Kreis Bochum |
| LaerI                         | 37043 | 01.04.1926    | TE < Altenbochum; TA > Bochum |
| LaerI                         | 37043 | 01.08.1929    | A > Bochum |
| LaerII                        | 60011 | 19.03.1858    | Kreis, von 1953 bis 1969 Landkreis Steinfurt |
| LaerII                        | 60011 | 01.07.1969    | E < HolthausenV |
| Lage                          | 77051 | 21.01.1947    | B; Kreis, von 1953 bis 1969 Landkreis Detmold |
| Lage                          | 77051 | 01.01.1970    | E < Billinghausen, Ehrentrup, HagenIV, Hardissen, Hedderhagen, HeidenII, Heßloh, Müssen, Ohrsen, Pottenhausen, Waddenhausen und Wissentrup; TE < HörsteIII und Kachtenhausen |
| Lage                          | 81010 | 01.01.1973    | ÄK > Kreis Lippe |
| Lahde                         | 54036 | 19.03.1858    | Kreis, von 1953 bis 1969 Landkreis Minden |
| Lahde                         | 54036 | 01.01.1973    | A > Petershagen |
| Lahnhof                       |       |               | → Nenkersdorf |
| Lamberti                      | 55013 | 19.03.1858    | Landkreis Münster |
| Lamberti                      | 55013 | 01.01.1875    | TA > Münster |
| Lamberti                      | 55013 | 01.04.1903    | A > Münster |
| Lämershagen-Gräfinghagen      | 35017 | 19.03.1858    | Kreis, von 1878 bis 1969 Landkreis Bielefeld |
| Lämershagen-Gräfinghagen      | 35017 | 01.01.1973    | A > Bielefeld |
| Landhausen                    | 50017 | 19.03.1858    | Landkreis, bis 1907 Kreis Iserlohn |
| Landhausen                    | 50017 | 01.08.1929    | A > Hemer |
| Langeland                     | 49047 | 19.03.1858    | Landkreis, bis 1953 und ab dem 01.10.1969 Kreis Höxter |
| Langeland                     | 49047 | 01.01.1970    | A > Bad Driburg |
| Langenberg                    | 64011 | 19.03.1858    | Kreis, von 1953 bis 1969 Landkreis Wiedenbrück |
| Langenberg                    | 64011 | 1867          | TA > Batenhorst und Sankt Vit |
| Langenberg                    | 64011 | 01.01.1970    | E < Benteler; TE < Batenhorst, BokelII und Mastholte; TA > Rietberg |
| Langenberg                    | 80006 | 01.01.1973    | ÄK > Kreis Gütersloh |
| Langenberg                    | 80006 | 01.01.1975    | TA > Lippstadt (aus Benteler und Langenberg) |
| Langendreer                   | 37044 | 19.03.1858    | Landkreis, bis 1876 Kreis Bochum |
| Langendreer                   | 37044 | 01.08.1929    | A > Bochum (grt) und Witten |
| Langeneicke                   | 51031 | 19.03.1858    | Kreis, von 1953 bis 1969 Landkreis Lippstadt |
| Langeneicke                   | 51031 | 26.01.1898    | TA > Gutsbezirk Eringerfeld |
| Langeneicke                   | 51031 | 01.01.1975    | A > Erwitte, Geseke (grt) und Lippstadt |
| Langenholdinghausen           | 66058 | 19.03.1858    | Landkreis, bis 1923 Kreis Siegen |
| Langenholdinghausen           | 66058 | 01.07.1966    | A > Hüttental |
| Langenholthausen              | 33035 | 19.03.1858    | Kreis, von 1953 bis 1969 Landkreis Arnsberg |
| Langenholthausen              | 33035 | 01.01.1975    | A > Balve (grt) und SundernI (Sauerland) |
| Langenholzhausen              | 78035 | 21.01.1947    | B; Kreis Lemgo |
| Langenholzhausen              | 78035 | 01.07.1966    | TE < Forstbezirk Langenholzhausen |
| Langenholzhausen              | 78035 | ca. Ende 1967 | E < Forstbezirk Langenholzhausen |
| Langenholzhausen              | 78035 | 01.01.1969    | A > Kalletal |
| Langenholzhausen, Forstbezirk |       |               | → Forstbezirk Langenholzhausen |
| Langenhorst                   | 60012 | 19.03.1858    | Landkreis, bis 1953 Kreis Steinfurt |
| Langenhorst                   | 60012 | 01.07.1969    | A > Ochtrup |
| Langenstraße                  | 51032 | 19.03.1858    | Kreis Lippstadt |
| Langenstraße                  | 51032 | ca. 1890      | A > Langenstraße-Heddinghausen |
| Langenstraße-Heddinghausen    | 51060 | ca. 1890      | N < HeddinghausenII und Langenstraße; Kreis, von 1953 bis 1969 Landkreis Lippstadt |
| Langenstraße-Heddinghausen    | 51060 | 26.01.1898    | TA > Gutsbezirk Eringerfeld |
| Langenstraße-Heddinghausen    | 51060 | 01.01.1975    | A > Rüthen |
| Langerfeld                    | 45026 | 19.03.1858    | Landkreis, bis 1887 Kreis Hagen |
| Langerfeld                    | 74006 | 01.04.1887    | ÄK > Kreis Schwelm |
| Langerfeld                    | 74006 | 05.08.1922    | A > Barmen (Stadtkreis, Regierungsbezirk Düsseldorf, Rheinprovinz) |
| Langewiese                    | 65029 | 19.03.1858    | Kreis, von 1953 bis 1969 Landkreis Wittgenstein |
| Langewiese                    | 65029 | 01.01.1975    | A > Bad Berleburg und Winterberg (grt) |
| Langschede                    | 47032 | 19.03.1858    | Landkreis, bis 1901 Kreis Hamm |
| Langschede                    | 76032 | 17.10.1930    | NÄK > Landkreis, bis 1953 Kreis Unna |
| Langschede                    | 76032 | 01.08.1964    | E < Ardey und Dellwig |
| Langschede                    | 76032 | 01.01.1968    | A > Fröndenberg |
| Langscheid                    | 33036 | 19.03.1858    | Landkreis, bis 1953 Kreis Arnsberg |
| Langscheid                    | 33036 | ?             | NÄ > Langscheid (Sorpesee) |
| Langscheid (Sorpesee)         | 33036 | ?             | NÄ < Langscheid; Kreis, bis 1969 Landkreis Arnsberg |
| Langscheid (Sorpesee)         | 33036 | 01.01.1975    | A > SundernI (Sauerland) |
| Lanstrop                      | 44056 | 19.03.1858    | Landkreis, bis 1875 Kreis Dortmund |
| Lanstrop                      | 44056 | 01.04.1928    | A > Dortmund |
| Lashorst                      | 69026 | 19.03.1858    | Kreis, von 1953 bis 1969 Landkreis Lübbecke |
| Lashorst                      | 69026 | 01.10.1928    | E < Gutsbezirk Hüffe |
| Lashorst                      | 69026 | 01.01.1973    | A > Espelkamp, Preußisch Oldendorf (grt) und Stemwede |
| Laßbruch                      | 78036 | 21.01.1947    | B; Kreis Lemgo |
| Laßbruch                      | 78036 | 01.07.1966    | TE < Forstbezirk Langenholzhausen |
| Laßbruch                      | 78036 | 01.01.1969    | A > Extertal |

#### Le
| Gemeinde                         | Nr.   | Datum      | Maßnahme; Kreiszugehörigkeit |
| -------------------------------- | ----- | ---------- | --- |
| Ledde                            | 61010 | 19.03.1858 | Kreis, von 1953 bis 1969 Landkreis Tecklenburg |
| Ledde                            | 61010 | 01.04.1933 | TA > Ibbenbüren-Land |
| Ledde                            | 61010 | 01.01.1975 | A > Ibbenbüren und Tecklenburg (grt) |
| Leeden                           | 61011 | 19.03.1858 | Kreis, von 1953 bis 1969 Landkreis Tecklenburg |
| Leeden                           | 61011 | 01.01.1975 | A > Tecklenburg |
| Leer                             | 60013 | 19.03.1858 | Landkreis, bis 1953 Kreis Steinfurt |
| Leer                             | 60013 | 01.07.1969 | A > HorstmarII |
| Leese                            | 78037 | 21.01.1947 | B; Kreis Lemgo |
| Leese                            | 78037 | 01.01.1969 | A > Lemgo |
| Legden                           | 31015 | 19.03.1858 | Kreis, von 1953 bis 1969 Landkreis Ahaus |
| Legden                           | 31015 | 01.07.1969 | E < AsbeckI |
| Legden                           | 38050 | 01.01.1975 | ÄK > Kreis Borken |
| Leiberg                          | 42032 | 19.03.1858 | Kreis, von 1953 bis 1969 Landkreis Büren |
| Leiberg                          | 42032 | 01.01.1975 | A > Wünnenberg |
| Leistrup-Meiersfeld              | 77052 | 21.01.1947 | B; Landkreis, ab dem 01.10.1969 Kreis Detmold |
| Leistrup-Meiersfeld              | 77052 | 01.01.1970 | A > Detmold (als Stadtteil Diestelbruch) |
| Leithe (auch Westfälisch Leithe) | 37045 | 19.03.1858 | Landkreis, bis 1876 Kreis Bochum |
| Leithe (auch Westfälisch Leithe) | 71013 | 01.07.1885 | ÄK > Landkreis, bis 1897 Kreis Gelsenkirchen |
| Leithe (auch Westfälisch Leithe) | 71013 | 01.04.1926 | A > Gelsenkirchen und Wattenscheid |
| Leitmar                          | 40034 | 19.03.1858 | Kreis, von 1953 bis 1969 Landkreis Brilon |
| Leitmar                          | 40034 | 01.01.1975 | A > Marsberg |
| Lembeck                          | 58018 | 19.03.1858 | Kreis, von 1901 bis 1969 Landkreis Recklinghausen |
| Lembeck                          | 58018 | 01.01.1975 | A > Dorsten (grt) und Reken |
| Lemgo                            | 78038 | 21.01.1947 | B; Kreis, von 1953 bis 1969 Landkreis Lemgo |
| Lemgo                            | 78038 | 01.01.1969 | E < BrakeII in Lippe, Brüntorf, EntrupII, Leese, Lieme, Lüerdissen, Matorf, Voßheide, Wahmbeck und Wiembeck; TE < Bavenhausen, Hillentrup, Retzen, Welstorf, Wendlinghausen und Wüsten; TA > Dörentrup |
| Lemgo                            | 78038 | 01.01.1970 | E < Hörstmar und Trophagen; TE < Bentrup |
| Lemgo                            | 81011 | 01.01.1973 | ÄK > Kreis Lippe |
| LendringsenI                     | 50018 | 03.01.1936 | NÄ < Böingsen; Kreis, von 1953 bis 1969 Landkreis Iserlohn |
| LendringsenI                     | 50018 | 01.04.1954 | TA > AsbeckII |
| LendringsenI                     | 50018 | 01.04.1956 | TE < Menden |
| LendringsenI                     | 50018 | 01.01.1975 | A > Menden (Sauerland) |
| LendringsenII                    | 59055 | 19.03.1858 | Landkreis, bis 1953 Kreis Soest |
| LendringsenII                    | 59055 | 01.07.1969 | A > Soest |
| Lengerich                        | 61013 | 19.03.1858 | Kreis, von 1953 bis 1969 Landkreis Tecklenburg |
| Lengerich                        | 61013 | 01.04.1927 | E < Lengerich-Land |
| Lengerich                        | 60033 | 01.01.1975 | GA < > Lienen; TA > Tecklenburg; ÄK > Kreis Steinfurt |
| Lengerich-Land                   | 61012 | 19.03.1858 | Kreis Tecklenburg |
| Lengerich-Land                   | 61012 | 01.04.1927 | A > Lengerich |
| Lengern                          |       |            | → Kirchlengern |
| Lenne                            | 68013 | 19.03.1858 | Kreis, von 1953 bis 1969 Landkreis Olpe |
| Lenne                            | 68013 | 01.01.1975 | A > Lennestadt und Schmallenberg (grt) |
| Lennestadt                       | 68024 | 01.07.1969 | N < Elspe, Grevenbrück (t), Helden (t), Kirchhundem (t), Kirchveischede (t), Oedingen (t) und Saalhausen; Kreis, bis zum 30.09.1969 Landkreis Olpe                                                     |
| Lennestadt                       | 68024 | 01.01.1975 | TE < Lenne; TA > Eslohe (Sauerland) (aus Oedingen) |
| Lenningsen                       |       |            | → Bramey-Lenningsen |
| Lenzinghausen                    | 48031 | 19.03.1858 | Landkreis, bis 1953 Kreis Herford |
| Lenzinghausen                    | 48031 | 01.01.1969 | A > Spenge |
| Leopoldshöhe                     | 78039 | 21.01.1947 | B; Kreis, von 1953 bis 1969 Landkreis Lemgo |
| Leopoldshöhe                     | 78039 | 01.01.1969 | E < Asemissen, Bechterdissen, Bexterhagen, Greste, Krentrup, NienhagenII und Schuckenbaum; TE < Helpup, Lockhausen und Wülfer-Bexten                                                                   |
| Leopoldshöhe                     | 81012 | 01.01.1973 | ÄK > Kreis Lippe |
| Leopoldshöhe                     | 81012 | 01.01.1977 | TA > Bielefeld |
| Leopoldstal                      | 77053 | 21.01.1947 | B; Landkreis, ab dem 01.10.1969 Kreis Detmold |
| Leopoldstal                      | 77053 | 01.01.1970 | A > Bad Meinberg-Horn |
| Lerbeck                          | 54037 | 19.03.1858 | Kreis, von 1953 bis 1969 Landkreis Minden |
| Lerbeck                          | 54037 | 02.01.1931 | TE < Nammen |
| Lerbeck                          | 54037 | 01.01.1973 | A > Porta Westfalica |
| Lerche                           | 47033 | 19.03.1858 | Landkreis, bis 1901 Kreis Hamm |
| Lerche                           | 76033 | 17.10.1930 | NÄK > Landkreis, bis 1953 Kreis Unna |
| Lerche                           | 76033 | 01.01.1968 | A > Pelkum |
| Leteln                           | 54038 | 19.03.1858 | Kreis, von 1953 bis 1969 Landkreis Minden |
| Leteln                           | 54038 | 01.01.1973 | A > Minden |
| Letmathe                         | 50019 | 19.03.1858 | Kreis, von 1907 bis 1969 Landkreis Iserlohn |
| Letmathe                         | 50019 | 01.10.1956 | E < Lössel; TE < Oestrich |
| Letmathe                         | 50019 | 01.04.1971 | GA < > Iserlohn |
| Letmathe                         | 50019 | 01.01.1975 | A > Iserlohn |
| LetteI                           | 43021 | 19.03.1858 | Kreis, von 1953 bis 1969 Landkreis Coesfeld |
| LetteI                           | 43021 | 01.01.1975 | A > Coesfeld |
| LetteII                          | 64012 | 19.03.1858 | Landkreis, bis 1953 Kreis Wiedenbrück |
| LetteII                          | 64012 | 01.01.1970 | A > Oelde |
| Levern                           | 69027 | 19.03.1858 | Kreis, von 1953 bis 1969 Landkreis Lübbecke |
| Levern                           | 69027 | 01.01.1973 | A > Stemwede |

#### Li
| Gemeinde                   | Nr.   | Datum                | Maßnahme; Kreiszugehörigkeit |
| -------------------------- | ----- | -------------------- | --- |
| Lichtenau                  | 42033 | 19.03.1858           | Kreis, von 1953 bis 1969 Landkreis Büren |
| Lichtenau                  | 56029 | 01.01.1975           | E < AsselnI, Atteln, Blankenrode, EbbinghausenI, Grundsteinheim, Hakenberg, Henglarn, Herbram, Holtheim, HusenI, Iggenhausen und Kleinenberg; TE < DalheimI und Elisenhof; ÄK > Kreis Paderborn |
| Lichtendorf                | 44057 | 19.03.1858           | Landkreis, bis 1875 Kreis Dortmund |
| Lichtendorf                | 73014 | 01.04.1887           | ÄK > Landkreis, bis 1911 Kreis Hörde |
| Lichtendorf                | 50036 | 01.08.1929           | ÄK > Landkreis Iserlohn |
| Lichtendorf                | 50036 | 01.01.1975           | A > Dortmund (grt) und Schwerte |
| Liedern                    | 38024 | 19.03.1858           | Kreis, von 1953 bis 1969 Landkreis Borken |
| Liedern                    | 38024 | 01.01.1975           | A > Bocholt |
| Lieme                      | 78040 | 21.01.1947           | B; Kreis Lemgo |
| Lieme                      | 78040 | 01.01.1969           | A > Lemgo |
| Liemke                     | 64013 | 19.03.1858           | Landkreis, bis 1953 Kreis Wiedenbrück |
| Liemke                     | 64013 | 28.10.1964           | NÄ > Schloß Holte |
| Lienen                     | 61014 | 19.03.1858           | Kreis, von 1953 bis 1969 Landkreis Tecklenburg |
| Lienen                     | 60034 | 01.01.1975           | GA < > Lengerich; ÄK > Kreis Steinfurt |
| Liesborn                   | 34012 | 19.03.1858           | Kreis, von 1953 bis 1969 Landkreis Beckum |
| Liesborn                   | 34012 | 01.01.1975           | A > Lippstadt und Wadersloh (grt) |
| Liesen                     | 40035 | 19.03.1858           | Kreis, von 1953 bis 1969 Landkreis Brilon |
| Liesen                     | 40035 | 01.01.1975           | A > Hallenberg |
| Limbergen                  | 43022 | 19.03.1858           | Kreis, von 1953 bis 1969 Landkreis Coesfeld |
| Limbergen                  | 43022 | 01.07.1969           | TA > Buldern |
| Limbergen                  | 43022 | 01.01.1975           | A > Dülmen und Nottuln (grt) |
| Limburg                    | 50020 | 19.03.1858           | Kreis Iserlohn |
| Limburg                    | 50020 | 1879                 | NÄ > Hohenlimburg |
| Linden                     | 37046 | 19.03.1858           | Landkreis, bis 1876 Kreis Bochum |
| Linden                     | 72015 | 01.07.1885           | ÄK > Kreis Hattingen |
| Linden                     | 72015 | 1921                 | A > Linden-Dahlhausen |
| Lindenberg                 | 66059 | 19.03.1858           | Landkreis, bis 1923 Kreis Siegen |
| Lindenberg                 | 66059 | 01.10.1962           | GA < > Alchen |
| Lindenberg                 | 66059 | 01.01.1969           | A > Freudenberg |
| Linden-Dahlhausen          | 72029 | 1921                 | N < Dahlhausen und Linden; Kreis Hattingen |
| Linden-Dahlhausen          | 72029 | 01.04.1926           | TE < Königssteele |
| Linden-Dahlhausen          | 72029 | 01.08.1929           | A > Bochum |
| Lindenhorst                | 44058 | 19.03.1858           | Landkreis, bis 1875 Kreis Dortmund |
| Lindenhorst                | 44058 | 10.06.1914           | A > Dortmund |
| Linderhausen               | 45027 | 19.03.1858           | Landkreis, bis 1887 Kreis Hagen |
| Linderhausen               | 74007 | 01.04.1887           | ÄK > Kreis Schwelm |
| Linderhausen               | 75021 | 01.08.1929           | ÄK > Ennepe-Ruhrkreis |
| Linderhausen               | 75021 | ca. 1946             | NÄK > Ennepe-Ruhr-Kreis |
| Linderhausen               | 75021 | 01.01.1970           | TA > Wuppertal (kreisfreie Stadt, Regierungsbezirk Düsseldorf, Landschaftsverband Rheinland) |
| Linderhausen               | 75021 | 01.01.1970           | A > Gevelsberg, Schwelm (grt) und Sprockhövel |
| Linnepe                    | 33037 | 19.03.1858           | Kreis, von 1953 bis 1969 Landkreis Arnsberg |
| Linnepe                    | 33037 | 01.01.1975           | A > SundernI (Sauerland) |
| Lintel                     | 64028 | 10.12.1888           | N < Avenwedde (t); Kreis, von 1953 bis zum 30.09.1969 Landkreis Wiedenbrück |
| Lintel                     | 64028 | 12.06.1950           | TA > Wiedenbrück |
| Lintel                     | 64028 | 01.04.1952           | TA > Wiedenbrück |
| Lintel                     | 64028 | 01.01.1970           | A > Rheda-Wiedenbrück |
| Lippborg                   | 34013 | 19.03.1858           | Landkreis, bis 1953 Kreis Beckum |
| Lippborg                   | 34013 | 1929                 | TA > Kirchspiel Beckum |
| Lippborg                   | 34013 | 01.04.1930           | E < Lütke Uentrup |
| Lippborg                   | 34013 | 01.07.1969           | A > Lippetal |
| Lippe                      | 66060 | 19.03.1858           | Landkreis, bis 1923 Kreis Siegen |
| Lippe                      | 66060 | 01.01.1969           | A > Burbach |
| Lippe (im Kreis Bielefeld) |       |                      | → Ubbedissen |
| Lippentrup                 |       |                      | → Langenberg |
| Lipperode                  | 77054 | 21.01.1947           | B; Kreis Detmold |
| Lipperode                  | 51065 | 01.10.1949           | ÄK > Kreis, bis 1969 Landkreis Lippstadt |
| Lipperode                  | 51065 | 01.01.1975           | A > Lippstadt |
| Lipperreihe                | 78041 | 21.01.1947           | B; Kreis Lemgo |
| Lipperreihe                | 78041 | 01.01.1969           | A > Oerlinghausen |
| Lippetal                   | 59113 | 01.07.1969           | N < BrockhausenII (t), Heintrop-Büninghausen, Herzfeld, Hovestadt, Hultrop, Krewinkel-Wiltrop, Lippborg, Niederbauer, Nordwald, Oestinghausen und Schoneberg (t); Kreis, bis zum 30.09.1969 Landkreis Soest |
| Lippetal                   | 59113 | 01.01.1975           | TE < Eickelborn; TA > Lippstadt (aus Schoneberg) |
| Lippholthausen             | 44059 | 19.03.1858           | Landkreis, bis 1875 Kreis Dortmund |
| Lippholthausen             | 44059 | 01.07.1914           | A > Lünen |
| Lippinghausen              | 48032 | 19.03.1858           | Landkreis, bis 1911 Kreis Herford |
| Lippinghausen              | 48032 | 01.04.1939           | GA < > Eilshausen |
| Lippinghausen              | 48032 | 01.01.1969           | A > Hiddenhausen |
| Lippling                   |       |                      | → Westerloh |
| Lippramsdorf               | 43023 | 19.03.1858           | Kreis Coesfeld |
| Lippramsdorf               | 43023 | 01.08.1929           | ÄK > Kreis, bis 1969 Landkreis Recklinghausen |
| Lippramsdorf               | 43023 | 01.01.1975           | A > Dorsten, Haltern (grt) und Marl |
| Lippspringe                |       | 19.03.1858           | Kreis Paderborn |
| Lippspringe                | 1885  | TE < Neuenbeken      | |
| Lippspringe                | 1913  | NÄ > Bad Lippspringe | |
| Lippstadt                  | 51033 | 19.03.1858           | Kreis, von 1953 bis 1969 Landkreis Lippstadt |
| Lippstadt                  | 51033 | 01.09.1949           | TE < HerringhausenII |
| Lippstadt                  | 51033 | 01.04.1955           | TA > Cappel bei LippstadtII |
| Lippstadt                  | 59118 | 01.01.1975           | E < Benninghausen, Cappel bei LippstadtII, Dedinghausen, Esbeck, Garfeln, Hellinghausen, HerringhausenII, HörsteI, Lipperode, LoheII, Overhagen, Rebbeke und Rixbeck; TE < Bad Sassendorf (aus Ostinghausen), Bad Westernkotten, Bökenförde, Effeln, Eickelborn, Ermsinghausen, Langenberg (aus Benteler und Langenberg), Langeneicke, Liesborn, Lippetal (aus Schoneberg) und Rietberg (aus Mastholte); TA > Erwitte; ÄK > Kreis Soest |
| Littfeld                   | 66061 | 19.03.1858           | Landkreis, bis 1923 Kreis Siegen |
| Littfeld                   | 66061 | 01.01.1969           | A > Kreuztal |

#### Lo
| Gemeinde               | Nr.   | Datum      | Maßnahme; Kreiszugehörigkeit                                                       |
| ---------------------- | ----- | ---------- | ---------------------------------------------------------------------------------- |
| Lockhausen             | 78042 | 21.01.1947 | B; Kreis Lemgo                                                                     |
| Lockhausen             | 78042 | 01.01.1969 | A > Bad Salzuflen und Leopoldshöhe                                                 |
| LoheI                  | 54077 | 01.04.1926 | NÄ < Niederbecksen; TA > Bad Oeynhausen; Kreis, von 1953 bis 1969 Landkreis Minden |
| LoheI                  | 54077 | 01.01.1973 | A > Bad Oeynhausen                                                                 |
| LoheII                 | 59056 | 19.03.1858 | Kreis, von 1953 bis 1969 Landkreis Soest                                           |
| LoheII                 | 59056 | 01.01.1975 | A > Lippstadt                                                                      |
| Lohe (im Kreis Siegen) |       |            | → Kredenbach                                                                       |
| Lohfeld                | 54076 | 14.10.1886 | N < Eisbergen (t); Kreis, von 1953 bis 1969 Landkreis Minden                       |
| Lohfeld                | 54076 | 01.01.1973 | A > Porta Westfalica                                                               |
| Lohne                  | 59057 | 19.03.1858 | Landkreis, bis 1953 Kreis Soest                                                    |
| Lohne                  | 59057 | 01.07.1969 | A > Bad Sassendorf                                                                 |
| Löhne                  | 48033 | 19.03.1858 | Kreis, von 1953 bis 1969 Landkreis Herford                                         |
| Löhne                  | 48033 | 01.01.1969 | E < Gohfeld, Mennighüffen, Obernbeck und Ulenburg                                  |
| Löhne                  | 48033 | 01.01.1973 | TA > Bad Oeynhausen (aus Gohfeld)                                                  |
| Löhne                  | 48033 | 01.01.1978 | TE < Bad Oeynhausen                                                                |
| Loßbruch               | 78043 | 21.01.1947 | B; Landkreis, ab 1969 Kreis Lemgo                                                  |
| Loßbruch               | 78043 | 01.01.1970 | A > Detmold                                                                        |
| Lössel                 | 50021 | 19.03.1858 | Landkreis, bis 1907 Kreis Iserlohn                                                 |
| Lössel                 | 50021 | 17.01.1883 | TA > Iserlohn                                                                      |
| Lössel                 | 50021 | 01.10.1956 | A > Letmathe                                                                       |
| Lothe                  | 77055 | 21.01.1947 | B; Landkreis, ab dem 01.10.1969 Kreis Detmold                                      |
| Lothe                  | 77055 | 01.01.1970 | A > Schieder-Schwalenberg                                                          |
| Lotte                  | 61015 | 19.03.1858 | Kreis, von 1953 bis 1969 Landkreis Tecklenburg                                     |
| Lotte                  | 60035 | 01.01.1975 | E < Wersen; TE < Westerkappeln; ÄK > Kreis Steinfurt                               |
| Löwen                  | 62028 | 19.03.1858 | Kreis, von 1953 bis 1969 Landkreis Warburg                                         |
| Löwen                  | 62028 | 01.01.1975 | A > Willebadessen                                                                  |
| Löwendorf              | 49048 | 19.03.1858 | Landkreis, bis 1953 und ab dem 01.10.1969 Kreis Höxter                             |
| Löwendorf              | 49048 | 01.01.1970 | A > Marienmünster                                                                  |
| Lowick                 | 38025 | 19.03.1858 | Kreis, von 1953 bis 1969 Landkreis Borken                                          |
| Lowick                 | 38025 | 01.01.1975 | A > Bocholt                                                                        |
| Loxten                 | 46022 | 19.03.1858 | Kreis, von 1953 bis 1969 Landkreis Halle (Westfalen)                               |
| Loxten                 | 46022 | 01.01.1973 | A > Versmold                                                                       |

#### Lu
| Gemeinde          | Nr.   | Datum      | Maßnahme; Kreiszugehörigkeit |
| ----------------- | ----- | ---------- | --- |
| Lübbecke          | 69028 | 19.03.1858 | Kreis, von 1953 bis 1969 Landkreis Lübbecke |
| Lübbecke          | 82005 | 01.01.1973 | E < Eilhausen und Gehlenbeck; TE < Ahlsen-Reineberg, Alswede, Blasheim, Frotheim, Hedem, HolzhausenVI, Isenstedt, Nettelstedt und Oberbauerschaft; TA > Espelkamp und Hüllhorst; ÄK > Kreis Minden-Lübbecke |
| Lübbecke          | 82005 | 01.04.1975 | TE < Hille |
| Lübrassen         |       |            | → Heepen |
| Lüchtringen       | 49049 | 19.03.1858 | Landkreis, bis 1953 und ab dem 01.10.1969 Kreis Höxter |
| Lüchtringen       | 49049 | 01.01.1970 | A > Höxter |
| Lücklemberg       | 44060 | 19.03.1858 | Landkreis, bis 1875 Kreis Dortmund |
| Lücklemberg       | 73015 | 01.04.1887 | ÄK > Landkreis, bis 1911 Kreis Hörde |
| Lücklemberg       | 73015 | 01.05.1922 | A > Wellinghofen |
| Lüdenhausen       | 78044 | 21.01.1947 | B; Kreis Lemgo |
| Lüdenhausen       | 78044 | 01.01.1969 | A > Dörentrup, Extertal und Kalletal (grt) |
| Lüdenscheid       | 32009 | 19.03.1858 | Kreis Altena |
| Lüdenscheid       | 13000 | 01.04.1907 | ÄK > Stadtkreis, ab 1953 kreisfreie Stadt Lüdenscheid |
| Lüdenscheid       | 13000 | 01.05.1935 | TE < Lüdenscheid-Land |
| Lüdenscheid       | 79005 | 01.01.1969 | TE < Herscheid, Hülscheid und Lüdenscheid-Land; ÄK > Kreis, bis zum 30.09.1969 Landkreis Lüdenscheid |
| Lüdenscheid       | 84008 | 01.01.1975 | ÄK > Märkischer Kreis |
| Lüdenscheid-Land  | 32008 | 19.03.1858 | Landkreis, bis 1953 Kreis Altena |
| Lüdenscheid-Land  | 32008 | 01.05.1935 | TA > Lüdenscheid |
| Lüdenscheid-Land  | 32008 | 01.04.1938 | TA > Werdohl |
| Lüdenscheid-Land  | 32008 | 01.01.1969 | A > Altena, Halver, Herscheid, Kierspe, Lüdenscheid (grt), Meinerzhagen und Werdohl |
| Lüdinghausen      | 52011 | 19.03.1858 | Landkreis, bis 1953 Kreis Lüdinghausen |
| Lüdinghausen      | 52011 | 01.04.1903 | TE < Lüdinghausen-Land |
| Lüdinghausen      | 52011 | 01.04.1914 | TE < Lüdinghausen-Land |
| Lüdinghausen      | 52011 | 1929       | TE < Lüdinghausen-Land und Seppenrade |
| Lüdinghausen      | 52011 | 01.01.1966 | TE < Lüdinghausen-Land |
| Lüdinghausen      | 52011 | 01.07.1969 | E < Lüdinghausen-Land |
| Lüdinghausen      | 43032 | 01.01.1975 | E < Seppenrade; ÄK > Kreis Coesfeld |
| Lüdinghausen-Land | 52010 | 19.03.1858 | Landkreis, bis 1953 Kreis Lüdinghausen |
| Lüdinghausen-Land | 52010 | 01.04.1903 | TA > Lüdinghausen |
| Lüdinghausen-Land | 52010 | 01.07.1908 | TA > Hiddingsel |
| Lüdinghausen-Land | 52010 | 01.04.1914 | TA > Lüdinghausen |
| Lüdinghausen-Land | 52010 | 1929       | TA > Lüdinghausen |
| Lüdinghausen-Land | 52010 | 01.01.1966 | TA > Lüdinghausen |
| Lüdinghausen-Land | 52010 | 01.07.1969 | A > Lüdinghausen |
| Lüerdissen        | 78045 | 21.01.1947 | B; Kreis Lemgo |
| Lüerdissen        | 78045 | 01.01.1969 | A > Lemgo |
| Lügde             | 49050 | 19.03.1858 | Landkreis, bis 1953 und ab 1969 Kreis Höxter |
| Lügde             | 49050 | 01.04.1922 | TA > Pyrmont (Landkreis Hameln-Pyrmont, Regierungsbezirk Hannover, Provinz Hannover) |
| Lügde             | 77099 | 01.01.1970 | E < Elbrinxen, Falkenhagen, Harzberg, Hummersen, Köterberg, Niese, Rischenau, Sabbenhausen und Wörderfeld; ÄK > Kreis Detmold                                                                               |
| Lügde             | 77099 | 01.10.1971 | TE < Baarsen (Landkreis Hameln-Pyrmont, Regierungsbezirk Hannover, Niedersachsen) |
| Lügde             | 81013 | 01.01.1973 | ÄK > Kreis Lippe |
| Lühringsen        |       |            | → Thöningsen |
| Lünen             | 44061 | 19.03.1858 | Landkreis, bis 1875 Kreis Dortmund |
| Lünen             | 44061 | 01.07.1914 | E < Lippholthausen |
| Lünen             | 44061 | 01.10.1923 | E < Beckinghausen, Gahmen und HorstmarI |
| Lünen             | 26000 | 01.04.1928 | E < Brambauer; TE < DerneI; ÄK > Stadtkreis, ab 1953 kreisfreie Stadt Lünen |
| Lünen             | 26000 | 01.07.1950 | GA < > Dortmund |
| Lünen             | 26000 | 01.01.1968 | E < Niederaden |
| Lünen             | 76080 | 01.01.1975 | E < Altlünen; ÄK > Kreis Unna |
| Lünern            | 47034 | 19.03.1858 | Landkreis, bis 1901 Kreis Hamm |
| Lünern            | 76034 | 17.10.1930 | NÄK > Landkreis, bis 1953 Kreis Unna |
| Lünern            | 76034 | 01.01.1968 | A > Unna |
| Lütgendortmund    | 44062 | 19.03.1858 | Landkreis, bis 1875 Kreis Dortmund |
| Lütgendortmund    | 44062 | 01.04.1907 | E < Dellwig-Holte |
| Lütgendortmund    | 44062 | 01.04.1928 | A > Dortmund |
| Lütgeneder        | 62029 | 19.03.1858 | Kreis, von 1953 bis 1969 Landkreis Warburg |
| Lütgeneder        | 62029 | 01.01.1975 | A > Borgentreich |
| Lütke Uentrup     | 34014 | 19.03.1858 | Landkreis Beckum |
| Lütke Uentrup     | 34014 | 01.04.1930 | A > Lippborg |
| Lütmarsen         | 49051 | 19.03.1858 | Landkreis, bis 1953 und ab dem 01.10.1969 Kreis Höxter |
| Lütmarsen         | 49051 | 01.01.1970 | A > Höxter |
| Lüttringen        | 59058 | 19.03.1858 | Landkreis, bis 1953 Kreis Soest |
| Lüttringen        | 59058 | 01.07.1969 | A > Ense |
| Lützel            | 66062 | 19.03.1858 | Landkreis, bis 1923 Kreis Siegen |
| Lützel            | 66062 | 01.01.1969 | A > Hilchenbach |
| Lützeln           | 66063 | 19.03.1858 | Landkreis, bis 1923 Kreis Siegen |
| Lützeln           | 66063 | 01.01.1969 | A > Burbach |

### M
| Gemeinde                       | Nr.   | Datum      | Maßnahme; Kreiszugehörigkeit |
| ------------------------------ | ----- | ---------- | --- |
| Maaslingen                     | 54039 | 19.03.1858 | Kreis, von 1953 bis 1969 Landkreis Minden |
| Maaslingen                     | 54039 | 01.01.1973 | A > Petershagen |
| Mackenbruch                    | 78046 | 21.01.1947 | B; Kreis Lemgo |
| Mackenbruch                    | 78046 | 01.04.1957 | A > Helpup |
| Madfeld                        | 40036 | 19.03.1858 | Kreis, von 1953 bis 1969 Landkreis Brilon |
| Madfeld                        | 40036 | 01.09.1960 | TE < Bredelar |
| Madfeld                        | 40036 | 01.01.1975 | A > Brilon |
| Manrode                        | 62030 | 19.03.1858 | Kreis, von 1953 bis 1969 Landkreis Warburg |
| Manrode                        | 62030 | 01.01.1975 | A > Borgentreich |
| Mantinghausen                  | 42053 | 1861       | N < Rebbeke (t); Kreis, von 1953 bis 1969 Landkreis Büren |
| Mantinghausen                  | 42053 | 1884       | TE < HagenIII |
| Mantinghausen                  | 42053 | 01.01.1975 | A > Salzkotten |
| Marbeck                        | 38026 | 19.03.1858 | Landkreis, bis 1953 Kreis Borken |
| Marbeck                        | 38026 | 01.07.1969 | A > Borken |
| Marienfeld                     | 63013 | 19.03.1858 | Kreis, von 1953 bis 1969 Landkreis Warendorf |
| Marienfeld                     | 63013 | 01.04.1939 | TA > Gütersloh |
| Marienfeld                     | 63013 | 01.01.1973 | A > Harsewinkel |
| Marienloh                      | 56013 | 19.03.1858 | Landkreis, bis 1953 Kreis Paderborn |
| Marienloh                      | 56013 | 01.01.1969 | A > Paderborn |
| Marienmünster                  | 49079 | 01.01.1970 | N < Altenbergen, Born, Bredenborn, Bremerberg, Eilversen, Großenbreden, Hohehaus, Kleinenbreden, Kollerbeck, Löwendorf, Münsterbrock, Papenhöfen und Vörden; Kreis Höxter |
| Mark                           | 47035 | 19.03.1858 | Landkreis, bis 1901 Kreis Hamm |
| Mark                           | 76035 | 17.10.1930 | NÄK > Landkreis Unna |
| Mark                           | 76035 | 01.04.1939 | A > Braam-Ostwennemar, HammI (grt) und Westtünnen |
| Märkisch Valbert               |       |            | → Valbert |
| Marl                           | 58019 | 19.03.1858 | Kreis, von 1901 bis 1969 Landkreis Recklinghausen |
| Marl                           | 58019 | 01.04.1926 | TE < Oer und Recklinghausen-Land |
| Marl                           | 58019 | 01.01.1975 | TE < HammII, Lippramsdorf und Polsum |
| Marsberg                       | 83006 | 01.01.1975 | N < Beringhausen, Borntosten, Bredelar, Canstein, DalheimI (t), Erlinghausen, Essentho, Giershagen, HeddinghausenI, Helminghausen, Leitmar, Meerhof (t), Niedermarsberg, Obermarsberg, Oesdorf, Padberg, Udorf und Westheim; Hochsauerlandkreis                                       |
| Marsberg                       | 83006 | 01.11.2009 | TA > Bad Arolsen (Landkreis Waldeck-Frankenberg, Regierungsbezirk Kassel, Hessen) |
| Marsberg                       | 83006 | 01.11.2009 | TE < Bad Arolsen (Landkreis Waldeck-Frankenberg, Regierungsbezirk Kassel, Hessen) |
| Marten                         | 44063 | 19.03.1858 | Landkreis, bis 1875 Kreis Dortmund |
| Marten                         | 44063 | 01.04.1928 | A > Dortmund |
| Maspe                          | 77056 | 21.01.1947 | B; Landkreis, ab dem 01.10.1969 Kreis Detmold |
| Maspe                          | 77056 | 01.01.1970 | A > Blomberg |
| Massen                         | 47081 | 01.04.1911 | N < Niedermassen und Obermassen Landkreis Hamm |
| Massen                         | 76036 | 17.10.1930 | NÄK > Landkreis, bis 1953 Kreis Unna |
| Massen                         | 76036 | 01.01.1968 | A > Unna |
| Mastholte                      | 64014 | 19.03.1858 | Landkreis, bis 1953 Kreis Wiedenbrück |
| Mastholte                      | 64014 | 1915       | TE < Westenholz |
| Mastholte                      | 64014 | 01.01.1970 | A > Langenberg und Rietberg (grt) |
| Matorf                         | 78047 | 21.01.1947 | B; Kreis Lemgo |
| Matorf                         | 78047 | 01.07.1966 | TE < Forstbezirk Langenholzhausen |
| Matorf                         | 78047 | 01.01.1969 | A > Lemgo |
| Mausbach                       | 66064 | 19.03.1858 | Landkreis, bis 1923 Kreis Siegen |
| Mausbach                       | 66064 | 01.01.1969 | A > Freudenberg |
| Mawicke                        | 59059 | 19.03.1858 | Landkreis, bis 1953 Kreis Soest |
| Mawicke                        | 59059 | 01.07.1969 | A > Werl |
| Meckingsen                     | 59060 | 19.03.1858 | Landkreis, bis 1953 Kreis Soest |
| Meckingsen                     | 59060 | 01.07.1969 | A > Soest (grt) und Welver |
| Medebach                       | 40037 | 19.03.1858 | Kreis, von 1953 bis 1969 Landkreis Brilon |
| Medebach                       | 40037 | 01.07.1969 | E < BergeI, Deifeld, Dreislar, Düdinghausen, Küstelberg, Medelon, Oberschledorn, Referinghausen und Titmaringhausen |
| Medebach                       | 83007 | 01.01.1975 | ÄK > Hochsauerlandkreis |
| Medelon                        | 40038 | 19.03.1858 | Landkreis, bis 1953 Kreis Brilon |
| Medelon                        | 40038 | 01.07.1969 | A > Medebach |
| Meerhof                        | 42034 | 19.03.1858 | Kreis, von 1953 bis 1969 Landkreis Büren |
| Meerhof                        | 42034 | 01.07.1975 | A > Marsberg (grt) und Wünnenberg |
| Mehnen                         | 69029 | 19.03.1858 | Landkreis Lübbecke |
| Mehnen                         | 69029 | ca. 1860   | NÄ > Niedermehnen |
| Meierberg                      | 78048 | 21.01.1947 | B; Kreis Lemgo |
| Meierberg                      | 78048 | 01.01.1969 | A > Extertal |
| Meinerzhagen                   | 32010 | 19.03.1858 | Landkreis, bis 1953 Kreis Altena |
| Meinerzhagen                   | 79006 | 01.01.1969 | E < Valbert; TE < Lüdenscheid-Land; ÄK > bis zum 30.09.1969 Landkreis Lüdenscheid |
| Meinerzhagen                   | 84009 | 01.01.1975 | ÄK > Märkischer Kreis |
| Meiningsen                     | 59061 | 19.03.1858 | Landkreis, bis 1953 Kreis Soest |
| Meiningsen                     | 59061 | 01.07.1969 | A > Soest |
| Meinkenbracht                  | 33038 | 19.03.1858 | Kreis, von 1953 bis 1969 Landkreis Arnsberg |
| Meinkenbracht                  | 33038 | 01.01.1975 | A > SundernI (Sauerland) |
| Meißen                         | 54040 | 19.03.1858 | Kreis, von 1953 bis 1969 Landkreis Minden |
| Meißen                         | 54040 | 01.01.1973 | A > Minden |
| Meiste                         | 51062 | 1911       | NÄ < Miste; Kreis, von 1953 bis 1969 Landkreis Lippstadt |
| Meiste                         | 51062 | 01.01.1975 | A > Rüthen |
| Meiswinkel                     | 66065 | 19.03.1858 | Landkreis, bis 1923 Kreis Siegen |
| Meiswinkel                     | 66065 | 01.01.1969 | A > Hüttental |
| Melbergen                      |       |            | → Gohfeld |
| Mellen                         | 33039 | 19.03.1858 | Kreis, von 1953 bis 1969 Landkreis Arnsberg |
| Mellen                         | 33039 | 01.01.1975 | A > Balve (grt) und SundernI (Sauerland) |
| Mellrich                       | 51035 | 19.03.1858 | Kreis, von 1953 bis 1969 Landkreis Lippstadt |
| Mellrich                       | 51035 | 01.01.1975 | A > Anröchte |
| Melschede, Gutsbezirk          |       |            | → Gutsbezirk Melschede |
| Menden                         | 50022 | 19.03.1858 | Landkreis, bis 1907 Kreis Iserlohn |
| Menden                         | 50022 | 01.04.1956 | TA > LendringsenI |
| Menden                         | 50022 | ?          | NÄ > Menden (Sauerland) |
| Menden (Sauerland)             | 50022 | ?          | NÄ < Menden; Kreis, bis 1969 Landkreis Iserlohn |
| Menden (Sauerland)             | 84010 | 01.01.1975 | E < Bösperde, Halingen, LendringsenI, Oesbern und Schwitten; TE < AsbeckII, HolzenI, und Sümmern; ÄK > Märkischer Kreis |
| Mengede                        | 44064 | 19.03.1858 | Landkreis, bis 1875 Kreis Dortmund |
| Mengede                        | 44064 | 27.10.1917 | E < Groppenbruch, Östrich (jetzt als Dortmunder Stadtteil Oestrich) und Schwieringhausen |
| Mengede                        | 44064 | 01.04.1928 | A > Dortmund |
| Menglinghausen                 | 44065 | 19.03.1858 | Landkreis, bis 1875 Kreis Dortmund |
| Menglinghausen                 | 73016 | 01.04.1887 | ÄK > Landkreis Hörde |
| Menglinghausen                 | 73016 | 1921       | A > Barop |
| Menne                          | 62031 | 19.03.1858 | Kreis, von 1953 bis 1969 Landkreis Warburg |
| Menne                          | 62031 | 01.01.1975 | A > Warburg |
| Mennighüffen                   | 48034 | 19.03.1858 | Landkreis, bis 1911 Kreis Herford |
| Mennighüffen                   | 48034 | 01.01.1969 | A > Löhne |
| Menzel                         | 51036 | 19.03.1858 | Kreis, von 1953 bis 1969 Landkreis Lippstadt |
| Menzel                         | 51036 | 01.01.1975 | A > Rüthen |
| Merfeld                        | 43024 | 19.03.1858 | Kreis, von 1953 bis 1969 Landkreis Coesfeld |
| Merfeld                        | 43024 | 01.01.1975 | A > Dülmen |
| Merklinde                      | 44066 | 19.03.1858 | Landkreis, bis 1875 Kreis Dortmund |
| Merklinde                      | 44066 | 01.04.1926 | A > Castrop-Rauxel |
| Merklinghausen-Wiggeringhausen | 51037 | 19.03.1858 | Kreis, von 1953 bis 1969 Landkreis Lippstadt |
| Merklinghausen-Wiggeringhausen | 51037 | 01.01.1975 | A > Erwitte |
| Merklingsen                    | 59062 | 19.03.1858 | Landkreis, bis 1953 Kreis Soest |
| Merklingsen                    | 59062 | 01.07.1969 | A > Welver |
| Merlsheim                      | 49052 | 19.03.1858 | Landkreis, bis 1953 und ab dem 01.10.1969 Kreis Höxter |
| Merlsheim                      | 49052 | 01.01.1970 | A > Nieheim |
| Meschede                       | 70012 | 19.03.1858 | Kreis, von 1953 bis 1969 Landkreis Meschede |
| Meschede                       | 83008 | 01.01.1975 | E < Calle, Grevenstein, Meschede-Land, Remblinghausen und Visbeck; TE < Altenhellefeld, Eversberg, Freienohl (Sauerland), Herblinghausen, Oeventrop, Reiste (Sauerland), Rumbeck und Velmede; ÄK > Hochsauerlandkreis                                                                 |
| Meschede-Land                  | 70011 | 19.03.1858 | Kreis, von 1953 bis 1969 Landkreis Meschede |
| Meschede-Land                  | 70011 | 01.01.1975 | A > Meschede |
| Messinghausen                  | 40039 | 19.03.1858 | Kreis, von 1953 bis 1969 Landkreis Brilon |
| Messinghausen                  | 40039 | 01.01.1975 | A > Brilon |
| Meßlingen                      | 54041 | 19.03.1858 | Kreis, von 1953 bis 1969 Landkreis Minden |
| Meßlingen                      | 54041 | 01.01.1973 | A > Petershagen |
| Mesum                          | 60014 | 19.03.1858 | Kreis, von 1953 bis 1969 Landkreis Steinfurt |
| Mesum                          | 60014 | 01.01.1975 | A > Emsdetten, NeuenkirchenI und Rheine (grt) |
| Metelen                        | 60016 | 01.04.1938 | N < Kirchspiel Metelen und Wigbold Metelen; Kreis, von 1953 bis 1969 Landkreis Steinfurt |
| Metelen, Kirchspiel            |       |            | → Kirchspiel Metelen |
| Metelen, Wigbold               |       |            | → Wigbold Metelen |
| Methler                        | 47036 | 19.03.1858 | Landkreis, bis 1901 Kreis Hamm |
| Methler                        | 76037 | 17.10.1930 | NÄK > Landkreis, bis 1953 Kreis Unna |
| Methler                        | 76037 | 01.01.1967 | E < Wasserkurl und WestickII |
| Methler                        | 76037 | 01.01.1968 | A > Kamen |
| Mettingen                      | 61016 | 19.03.1858 | Kreis, von 1953 bis 1969 Landkreis Tecklenburg |
| Mettingen                      | 60036 | 01.01.1975 | TE < Ibbenbüren-Land und Westerkappeln; TA > Ibbenbüren; ÄK > Kreis Steinfurt |
| Meyerich                       | 59063 | 19.03.1858 | Landkreis, bis 1953 Kreis Soest |
| Meyerich                       | 59063 | 01.04.1957 | A > Welver |
| Milse                          | 35018 | 19.03.1858 | Kreis, von 1878 bis 1969 Landkreis Bielefeld |
| Milse                          | 35018 | 01.01.1973 | A > Bielefeld |
| Milspe                         | 74016 | 01.04.1923 | N < Mühlinghausen, Ölkinghausen und Schweflinghausen; Kreis Schwelm |
| Milspe                         | 75022 | 01.08.1929 | ÄK > Ennepe-Ruhrkreis |
| Milspe                         | 75022 | 01.04.1935 | GA < > Gevelsberg |
| Milspe                         | 75022 | ca. 1946   | NÄK > Ennepe-Ruhr-Kreis |
| Milspe                         | 75022 | 01.04.1949 | A > Ennepetal |
| Milte                          | 63014 | 19.03.1858 | Kreis, von 1953 bis 1969 Landkreis Warendorf |
| Milte                          | 63014 | 01.01.1975 | A > Ostbevern und Warendorf (grt) |
| Minden                         | 54042 | 19.03.1858 | Kreis, von 1953 bis 1969 Landkreis Minden |
| Minden                         | 82006 | 01.01.1973 | E < Aminghausen, Bölhorst, Dankersen, Dützen, Haddenhausen, Häverstädt, Kutenhausen, Leteln, Meißen, Päpinghausen, Stemmer und Todtenhausen; TE < BarkhausenII an der Porta, Hahlen, Hartum, Holzhausen II und Neesen; ÄK > Kreis Minden-Lübbecke                                     |
| Minden                         | 82006 | 01.07.1986 | GA < > Hille |
| Miste                          | 51038 | 19.03.1858 | Kreis Lippstadt |
| Miste                          | 51038 | ca. 1895   | TE < Kneblinghausen |
| Miste                          | 51038 | 1911       | NÄ > Meiste |
| Mittelhees                     | 66066 | 19.03.1858 | Landkreis, bis 1923 Kreis Siegen |
| Mittelhees                     | 66066 | 01.01.1969 | A > Kreuztal |
| Mittelstiepel                  |       |            | → Stiepel |
| Moese                          | 64015 | 19.03.1858 | Landkreis, bis 1953 Kreis Wiedenbrück |
| Moese                          | 64015 | 01.10.1937 | TA > BokelII |
| Moese                          | 64015 | 01.01.1962 | TE < Westenholz |
| Moese                          | 64015 | 01.01.1970 | A > Rietberg |
| Möhnesee                       | 59114 | 01.07.1969 | N < Berlingsen, Brüllingsen, Büecke, Delecke (Möhnesee), Echtrop, Ellingsen, Günne (Möhnesee), Hewingsen, KörbeckeI (Möhnesee), StockumV (Möhnesee), Theiningsen, VöllinghausenII (Möhnesee), Wamel (Möhnesee), WestrichII und Wippringsen; Kreis, bis zum 30.09.1969 Landkreis Soest |
| Möllbergen                     | 54043 | 19.03.1858 | Kreis, von 1953 bis 1969 Landkreis Minden |
| Möllbergen                     | 54043 | 01.01.1973 | A > Porta Westfalica |
| Mollseifen                     | 65030 | 19.03.1858 | Kreis, von 1953 bis 1969 Landkreis Wittgenstein |
| Mollseifen                     | 65030 | 01.01.1965 | TE < Gutsbezirk Sayn-Wittgenstein-Berleburg |
| Mollseifen                     | 65030 | 01.01.1975 | A > Winterberg |
| Mönninghausen                  | 51039 | 19.03.1858 | Kreis, von 1953 bis 1969 Landkreis Lippstadt |
| Mönninghausen                  | 51039 | 01.01.1975 | A > Geseke |
| Mosebeck                       | 77057 | 21.01.1947 | B; Landkreis, ab dem 01.10.1969 Kreis Detmold |
| Mosebeck                       | 77057 | 01.01.1970 | A > Detmold |
| Mossenberg-Wöhren              | 77058 | 21.01.1947 | B; Landkreis, ab dem 01.10.1969 Kreis Detmold |
| Mossenberg-Wöhren              | 77058 | 01.01.1970 | A > Blomberg |
| Muckum                         | 48035 | 19.03.1858 | Landkreis, bis 1911 Kreis Herford |
| Muckum                         | 48035 | 01.01.1969 | A > Bünde (grt) und Rödinghausen |
| Muddenhagen                    | 62032 | 19.03.1858 | Kreis, von 1953 bis 1969 Landkreis Warburg |
| Muddenhagen                    | 62032 | 01.01.1975 | A > Borgentreich |
| Mühlhausen                     | 47037 | 19.03.1858 | Landkreis, bis 1901 Kreis Hamm |
| Mühlhausen                     | 76038 | 17.10.1930 | NÄK > Landkreis, bis 1953 Kreis Unna |
| Mühlhausen                     | 76038 | 01.01.1968 | A > Unna |
| Mühlinghausen                  | 45028 | 19.03.1858 | Landkreis, bis 1887 Kreis Hagen |
| Mühlinghausen                  | 74008 | 01.04.1887 | ÄK > Kreis Schwelm |
| Mühlinghausen                  | 74008 | 01.04.1923 | A > Milspe |
| Mülheim                        | 33040 | 19.03.1858 | Kreis, von 1953 bis 1969 Landkreis Arnsberg |
| Mülheim                        | 33040 | 01.01.1975 | A > Warstein |
| Müllingsen                     | 59064 | 19.03.1858 | Landkreis, bis 1953 Kreis Soest |
| Müllingsen                     | 59064 | 01.07.1969 | A > Soest |
| Munscheid                      | 37047 | 19.03.1858 | Landkreis, bis 1876 Kreis Bochum |
| Munscheid                      | 71014 | 01.07.1885 | ÄK > Landkreis, bis 1997 Kreis Gelsenkirchen |
| Munscheid                      | 71014 | 01.04.1926 | A > Wattenscheid |
| Münster                        | 02000 | 19.03.1858 | bis 1887 kreisfreie Stadt, bis 1953 Stadtkreis Münster |
| Münster                        | 02000 | 01.01.1875 | TE < Lamberti, Sankt Mauritz und Überwasser |
| Münster                        | 02000 | 01.04.1903 | E < Lamberti; TE < Sankt Mauritz und Überwasser |
| Münster                        | 02000 | 01.10.1956 | TE < Sankt Mauritz |
| Münster                        | 02000 | 01.01.1975 | E < Albachten, Amelsbüren, Angelmodde, Hiltrup, Nienberge, Sankt Mauritz und Wolbeck; TE < Albersloh, Gimbte, Greven, Handorf, Rinkerode, Roxel, Telgte (aus dem Kirchspiel Telgte) und Westbevern                                                                                    |
| Münsterbrock                   | 49053 | 19.03.1858 | Landkreis, bis 1953 und ab dem 01.10.1969 Kreis Höxter |
| Münsterbrock                   | 49053 | 01.01.1970 | A > Marienmünster |
| Müschede                       | 33041 | 19.03.1858 | Kreis, von 1953 bis 1969 Landkreis Arnsberg |
| Müschede                       | 33041 | 26.07.1860 | TA > Arnsberg |
| Müschede                       | 33041 | 01.01.1975 | A > Arnsberg |
| Müsen                          | 66067 | 19.03.1858 | Landkreis, bis 1923 Kreis Siegen |
| Müsen                          | 66067 | 01.01.1969 | A > Hilchenbach |
| Müssen                         | 77059 | 21.01.1947 | B; Landkreis, ab dem 1. Oktober 1969 Kreis Detmold |
| Müssen                         | 77059 | 01.01.1970 | A > Lage |
| Mussum                         | 38027 | 19.03.1858 | Kreis, von 1953 bis 1969 Landkreis Borken |
| Mussum                         | 38027 | 01.01.1975 | A > Bocholt |
| Mylinghausen                   | 45029 | 19.03.1858 | Landkreis, bis 1887 Kreis Hagen |
| Mylinghausen                   | 45029 | 01.05.1867 | NÄ > Gevelsberg |

### N
| Gemeinde                  | Nr.   | Datum      | Maßnahme; Kreiszugehörigkeit |
| ------------------------- | ----- | ---------- | --- |
| Nachrodt-Wiblingwerde     | 32019 | 01.04.1907 | N < Kelleramt und Wiblingwerde; Landkreis, bis 1953 Kreis Altena |
| Nachrodt-Wiblingwerde     | 32019 | 23.03.1908 | TA > Altena |
| Nachrodt-Wiblingwerde     | 32019 | 01.04.1936 | TA > Altena, Neuenrade und Werdohl |
| Nachrodt-Wiblingwerde     | 32019 | 01.04.1937 | TA > Altena |
| Nachrodt-Wiblingwerde     | 32019 | 01.04.1960 | TA > Altena |
| Nachrodt-Wiblingwerde     | 79007 | 01.01.1969 | TA > Altena; ÄK > Kreis, bis zum 30.09.1969 Landkreis Lüdenscheid |
| Nachrodt-Wiblingwerde     | 84011 | 01.01.1975 | TA > HagenII; ÄK > Märkischer Kreis |
| Nächstebreck              | 45030 | 19.03.1858 | Landkreis, bis 1887 Kreis Hagen |
| Nächstebreck              | 74009 | 01.04.1887 | ÄK > Kreis Schwelm |
| Nächstebreck              | 74009 | 05.08.1922 | A > Barmen (Stadtkreis, Regierungsbezirk Düsseldorf, Rheinprovinz) |
| Nalhof                    | 78049 | 21.01.1947 | B; Kreis Lemgo |
| Nalhof                    | 78049 | 01.01.1969 | A > Extertal |
| Nammen                    | 54044 | 19.03.1858 | Kreis, von 1953 bis 1969 Landkreis Minden |
| Nammen                    | 54044 | 02.01.1931 | TA > Lerbeck |
| Nammen                    | 54044 | 01.01.1973 | A > Porta Westfalica |
| Nateln                    | 59065 | 19.03.1858 | Landkreis, bis 1953 Kreis Soest |
| Nateln                    | 59065 | 01.07.1969 | A > Welver |
| Natingen                  | 62033 | 19.03.1858 | Kreis, von 1953 bis 1969 Landkreis Warburg |
| Natingen                  | 62033 | 01.01.1975 | A > Borgentreich |
| Natzungen                 | 62034 | 19.03.1858 | Kreis, von 1953 bis 1969 Landkreis Warburg |
| Natzungen                 | 62034 | 01.01.1975 | A > Borgentreich |
| Nauholz                   | 66068 | 19.03.1858 | Landkreis, bis 1923 Kreis Siegen |
| Nauholz                   | 66068 | 01.01.1969 | A > Erndtebrück und Netphen (grt) |
| Neesen                    | 54045 | 19.03.1858 | Kreis, von 1953 bis 1969 Landkreis Minden |
| Neesen                    | 54045 | 01.01.1973 | A > Minden und Porta Westfalica (grt) |
| Nehden                    | 40040 | 19.03.1858 | Kreis, von 1953 bis 1969 Landkreis Brilon |
| Nehden                    | 40040 | 01.01.1975 | A > Brilon |
| Neheim                    | 33042 | 19.03.1858 | Kreis Arnsberg |
| Neheim                    | 33042 | ca. 1890   | TE < Niederense |
| Neheim                    | 33042 | 01.04.1941 | A > Neheim-Hüsten |
| Neheim-Hüsten             | 33059 | 01.04.1941 | N < Hüsten und Neheim; Kreis, bis 1969 Landkreis Arnsberg |
| Neheim-Hüsten             | 33059 | 01.04.1960 | TA > BruchhausenI |
| Neheim-Hüsten             | 33059 | 01.01.1975 | A > Arnsberg |
| Neimen                    | 47038 | 19.03.1858 | Landkreis, bis 1901 Kreis Hamm |
| Neimen                    | 76039 | 17.10.1930 | NÄK > Landkreis, bis 1953 Kreis Unna |
| Neimen                    | 76039 | 01.01.1968 | A > Fröndenberg |
| Nenkersdorf               | 66069 | 19.03.1858 | Landkreis, bis 1923 Kreis Siegen |
| Nenkersdorf               | 66069 | 01.01.1969 | A > Netphen |
| Netphen                   | 66125 | 01.01.1969 | N < Afholderbach, Beienbach, Brauersdorf, Deuz, Dreis-Tiefenbach, Eckmannshausen, Eschenbach, FrohnhausenIII, Grissenbach, Hainchen, Helgersdorf, Herzhausen, Irmgarteichen, Nauholz, Nenkersdorf, Niedernetphen, Obernau, Obernetphen, Ölgershausen, SalchendorfII, SohlbachII, Unglinghausen, Walpersdorf und Werthenbach; Kreis, bis zum 30.09.1969 Landkreis Siegen |
| Netphen                   | 66125 | Anf. 1970  | TA > Erndtebrück (aus Nauholz) |
| Netphen                   | 85008 | 01.01.1984 | NÄK > Kreis Siegen-Wittgenstein |
| Nette                     | 44067 | 19.03.1858 | Landkreis, bis 1953 Kreis Dortmund |
| Nette                     | 44067 | 01.04.1928 | A > Dortmund |
| Nettelstädt               | 51040 | 19.03.1858 | Kreis, von 1953 bis 1969 Landkreis Lippstadt |
| Nettelstädt               | 51040 | 01.01.1975 | A > Rüthen |
| Nettelstedt               | 69030 | 19.03.1858 | Kreis, von 1953 bis 1969 Landkreis Lübbecke |
| Nettelstedt               | 69030 | 01.01.1973 | A > Hüllhorst und Lübbecke (grt) |
| Neuahlen                  | 34015 | 19.03.1858 | Landkreis, bis 1953 Kreis Beckum |
| Neuahlen                  | 34015 | 01.07.1969 | A > Ahlen |
| Neuastenberg              | 65031 | 19.03.1858 | Kreis, von 1953 bis 1969 Landkreis Wittgenstein |
| Neuastenberg              | 65031 | 01.01.1975 | A > Winterberg |
| Neubeckum                 | 34025 | 01.04.1899 | N < Ennigerloh (t); Kreis, von 1953 bis 1969 Landkreis Beckum |
| Neubeckum                 | 34025 | 01.07.1969 | TE < Kirchspiel Beckum |
| Neubeckum                 | 34025 | 01.01.1975 | A > BeckumII (grt) und Ennigerloh |
| Neuenbeken                | 56014 | 19.03.1858 | Kreis, von 1953 bis 1969 Landkreis Paderborn |
| Neuenbeken                | 56014 | 1885       | TA > Lippspringe |
| Neuenbeken                | 56014 | 01.01.1975 | A > Altenbeken und Paderborn (grt) |
| Neuengeseke               | 59066 | 19.03.1858 | Landkreis, bis 1953 Kreis Soest |
| Neuengeseke               | 59066 | 01.07.1969 | A > Bad Sassendorf |
| Neuenheerse               | 62035 | 19.03.1858 | Kreis, von 1953 bis 1969 Landkreis Warburg |
| Neuenheerse               | 62035 | 01.01.1975 | A > Bad Driburg |
| NeuenkirchenI             | 60017 | 19.03.1858 | Kreis, von 1953 bis 1969 Landkreis Steinfurt |
| NeuenkirchenI             | 60017 | 01.01.1975 | TE < Mesum und Rheine links der Ems |
| NeuenkirchenII            | 64016 | 19.03.1858 | Landkreis, bis 1953 Kreis Wiedenbrück |
| NeuenkirchenII            | 64016 | 01.07.1965 | GA < > Varensell |
| NeuenkirchenII            | 64016 | 01.01.1970 | A > Rietberg |
| Neuenkleusheim            |       |            | → Kleusheim |
| Neuenknick                | 54046 | 19.03.1858 | Kreis, von 1953 bis 1969 Landkreis Minden |
| Neuenknick                | 54046 | 01.01.1973 | A > Petershagen |
| Neuenrade                 | 32011 | 19.03.1858 | Landkreis, bis 1953 Kreis Altena |
| Neuenrade                 | 32011 | 16.10.1888 | TE < Werdohl |
| Neuenrade                 | 32011 | 01.04.1936 | TE < Nachrodt-Wiblingwerde |
| Neuenrade                 | 32011 | 01.04.1938 | TA > Werdohl |
| Neuenrade                 | 32011 | 01.01.1963 | GA < > Werdohl |
| Neuenrade                 | 79008 | 01.01.1969 | E < Küntrop; ÄK > Kreis, bis zum 30.09.1969 Landkreis Lüdenscheid |
| Neuenrade                 | 84012 | 01.01.1975 | E < Freiheit Affeln und Altenaffeln; TE < Blintrop; ÄK > Märkischer Kreis |
| Neuhaus                   | 56015 | 19.03.1858 | Landkreis, bis 1953 Kreis Paderborn |
| Neuhaus                   | 56015 | 1896       | GA < > Elsen |
| Neuhaus                   | 56015 | 10.09.1957 | NÄ > Schloß Neuhaus |
| Neukaunitz                |       |            | → Österwiehe |
| Neunkirchen               | 66070 | 19.03.1858 | Kreis, von 1923 bis 1969 Landkreis Siegen |
| Neunkirchen               | 66070 | 01.01.1969 | E < Altenseelbach, SalchendorfI, Struthütten, Wiederstein und Zeppenfeld |
| Neunkirchen               | 85009 | 01.01.1984 | NÄK > Kreis Siegen-Wittgenstein |
| Neuwarendorf              | 63015 | 19.03.1858 | Kreis Warendorf |
| Neuwarendorf              | 63015 | 01.10.1945 | A > Warendorf |
| Niederaden                | 47039 | 19.03.1858 | Landkreis, bis 1901 Kreis Hamm |
| Niederaden                | 76040 | 17.10.1930 | NÄK > Landkreis, bis 1953 Kreis Unna |
| Niederaden                | 76040 | 01.01.1968 | A > Lünen |
| Niederalme                | 40041 | 19.03.1858 | Kreis Brilon |
| Niederalme                | 40041 | 30.09.1928 | A > Alme |
| Niederbauer               | 59067 | 19.03.1858 | Landkreis, bis 1953 Kreis Soest |
| Niederbauer               | 59067 | 01.07.1969 | A > Lippetal |
| Niederbecker              |       |            | → Altenderne-Niederbecker |
| Niederbecksen             | 54074 | ca. 1860   | N < Rehme-Niederbecksen (t); Kreis Minden |
| Niederbecksen             | 54074 | 01.04.1926 | NÄ > LoheI; TA > Bad Oeynhausen |
| Niederbergheim            |       |            | → Allagen |
| Niederbergstraße          | 59068 | 19.03.1858 | Landkreis, bis 1953 Kreis Soest |
| Niederbergstraße          | 59068 | 01.07.1969 | A > Werl |
| Niederbonsfeld            | 37048 | 19.03.1858 | Landkreis, bis 1876 Kreis Bochum |
| Niederbonsfeld            | 72016 | 01.07.1885 | ÄK > Kreis Hattingen |
| Niederbonsfeld            | 72016 | 15.05.1926 | A > Winz |
| Niederbredenscheid        |       |            | → Bredenscheid |
| Niederdielfen             | 66071 | 19.03.1858 | Landkreis, bis 1923 Kreis Siegen |
| Niederdielfen             | 66071 | 01.01.1969 | A > Wilnsdorf |
| Niederdornberg            | 35019 | 19.03.1858 | Kreis Bielefeld |
| Niederdornberg            | 35019 | ca. 1900   | NÄ > Niederdornberg-Deppendorf |
| Niederdornberg-Deppendorf | 35037 | ca. 1900   | NÄ < Niederdornberg; Kreis, von 1878 bis 1969 Landkreis Bielefeld |
| Niederdornberg-Deppendorf | 35037 | 01.01.1973 | A > Bielefeld |
| Niederdresselndorf        | 66072 | 19.03.1858 | Landkreis, bis 1923 Kreis Siegen |
| Niederdresselndorf        | 66072 | 01.01.1969 | A > Burbach |
| Niedereimer               | 33043 | 19.03.1858 | Kreis, von 1953 bis 1969 Landkreis Arnsberg |
| Niedereimer               | 33043 | 01.01.1975 | A > Arnsberg |
| Niederelfringhausen       | 37049 | 19.03.1858 | Landkreis, bis 1876 Kreis Bochum |
| Niederelfringhausen       | 72017 | 01.07.1885 | ÄK > Kreis Hattingen |
| Niederelfringhausen       | 75023 | 01.08.1929 | ÄK > Ennepe-Ruhrkreis |
| Niederelfringhausen       | 75023 | ca. 1946   | NÄK > Ennepe-Ruhr-Kreis |
| Niederelfringhausen       | 75023 | 01.01.1970 | TA > Langenberg (Kreis Düsseldorf-Mettmann, Regierungsbezirk Düsseldorf, Landschaftsverband Rheinland) |
| Niederelfringhausen       | 75023 | 01.01.1970 | A > Hattingen |
| Niederense                | 59069 | 19.03.1858 | Landkreis, bis 1953 Kreis Soest |
| Niederense                | 59069 | ca. 1890   | TA > Neheim |
| Niederense                | 59069 | 01.04.1901 | E < Himmelpforten |
| Niederense                | 59069 | 01.07.1969 | A > Ense |
| Niederhemer               | 50023 | 19.03.1858 | Kreis Iserlohn |
| Niederhemer               | 50023 | 01.04.1910 | A > Hemer |
| Niederheuslingen          | 66073 | 19.03.1858 | Landkreis, bis 1923 Kreis Siegen |
| Niederheuslingen          | 66073 | 01.01.1969 | A > Freudenberg |
| Niederhofen               | 44068 | 19.03.1858 | Landkreis, bis 1875 Kreis Dortmund |
| Niederhofen               | 73017 | 01.04.1887 | ÄK > Landkreis, bis 1911 Kreis Hörde |
| Niederhofen               | 73017 | 01.05.1922 | A > Wellinghofen |
| Niederholthausen          |       |            | → HolthausenI |
| Niederholzklau            | 66074 | 19.03.1858 | Landkreis, bis 1923 Kreis Siegen |
| Niederholzklau            | 66074 | 01.01.1969 | A > Freudenberg |
| Niederjöllenbeck          | 35020 | 19.03.1858 | Landkreis, bis 1878 Kreis Bielefeld |
| Niederjöllenbeck          | 35020 | 10.08.1952 | A > JöllenbeckI |
| Niederlaasphe             | 65032 | 19.03.1858 | Kreis, von 1953 bis 1969 Landkreis Wittgenstein |
| Niederlaasphe             | 65032 | 01.01.1975 | A > Laasphe |
| Niedermarsberg            | 40042 | 19.03.1858 | Kreis, von 1953 bis 1969 Landkreis Brilon |
| Niedermarsberg            | 40042 | 01.01.1975 | A > Marsberg |
| Niedermassen              | 47040 | 19.03.1858 | Landkreis, bis 1901 Kreis Hamm |
| Niedermassen              | 47040 | 01.04.1911 | A > Massen |
| Niedermehnen              | 69048 | ca. 1860   | NÄ < Mehnen; Kreis, von 1953 bis 1969 Landkreis Lübbecke |
| Niedermehnen              | 69048 | 01.01.1973 | A > Stemwede |
| Niedermühlen, Gutsbezirk  |       |            | → Bielefeld |
| Niederndorf               | 66075 | 19.03.1858 | Landkreis, bis 1923 Kreis Siegen |
| Niederndorf               | 66075 | 01.01.1964 | GA < > Oberfischbach |
| Niederndorf               | 66075 | 01.01.1969 | A > Freudenberg |
| Niedernetphen             | 66076 | 19.03.1858 | Landkreis, bis 1923 Kreis Siegen |
| Niedernetphen             | 66076 | 01.01.1969 | A > Netphen |
| Niederntudorf             | 42035 | 19.03.1858 | Kreis, von 1953 bis 1969 Landkreis Büren |
| Niederntudorf             | 42035 | 01.04.1958 | TA > Oberntudorf |
| Niederntudorf             | 42035 | 01.01.1975 | A > Salzkotten |
| Niederschelden            | 66077 | 19.03.1858 | Landkreis, bis 1923 Kreis Siegen |
| Niederschelden            | 66077 | 01.07.1966 | A > Eiserfeld |
| Niederschönhagen          | 77060 | 21.01.1947 | B; Landkreis, ab dem 01.10.1969 Kreis Detmold |
| Niederschönhagen          | 77060 | 01.01.1970 | A > Detmold |
| Niedersetzen              | 66078 | 19.03.1858 | Landkreis, bis 1923 Kreis Siegen |
| Niedersetzen              | 66078 | 01.07.1966 | A > Hüttental |
| Niedersfeld               | 40043 | 19.03.1858 | Kreis, von 1953 bis 1969 Landkreis Brilon |
| Niedersfeld               | 40043 | 01.01.1975 | A > Winterberg |
| Niedersprockhövel         | 45031 | 19.03.1858 | Landkreis, bis 1887 Kreis Hagen |
| Niedersprockhövel         | 74010 | 01.04.1887 | ÄK > Kreis Schwelm |
| Niedersprockhövel         | 75024 | 01.08.1929 | ÄK > Ennepe-Ruhrkreis |
| Niedersprockhövel         | 75024 | ca. 1946   | NÄK > Ennepe-Ruhr-Kreis |
| Niedersprockhövel         | 75024 | 01.09.1960 | A > Sprockhövel |
| Niederstüter              | 37050 | 19.03.1858 | Landkreis, bis 1876 Kreis Bochum |
| Niederstüter              | 72018 | 01.07.1885 | ÄK > Kreis Hattingen |
| Niederstüter              | 72018 | 01.04.1926 | A > Bredenscheid-Stüter |
| Niederwenigern            | 37051 | 19.03.1858 | Landkreis, bis 1876 Kreis Bochum |
| Niederwenigern            | 72019 | 01.07.1885 | ÄK > Kreis Hattingen |
| Niederwenigern            | 72019 | 01.04.1926 | A > Winz |
| Nieheim                   | 49054 | 19.03.1858 | Kreis, von 1953 bis 1969 Landkreis Höxter |
| Nieheim                   | 49054 | 01.01.1970 | E < EntrupI, Erwitzen, Eversen, Himmighausen, HolzhausenIII, Merlsheim, Oeynhausen, Schönenberg und SommersellI |
| Niehorst                  | 35021 | 19.03.1858 | Landkreis, bis 1878 Kreis Bielefeld |
| Niehorst                  | 35021 | 01.01.1970 | A > Gütersloh |
| Nienberge                 | 55014 | 19.03.1858 | Kreis, bis 1969 Landkreis Münster |
| Nienberge                 | 55014 | 01.01.1975 | A > Münster |
| Nienborg, Wigbold         |       |            | → Wigbold Nienborg |
| NienhagenI                | 77061 | 21.01.1947 | B; Landkreis, ab dem 01.10.1969 Kreis Detmold |
| NienhagenI                | 77061 | 01.01.1970 | A > Detmold |
| NienhagenII               | 78050 | 21.01.1947 | B; Kreis Lemgo |
| NienhagenII               | 78050 | 01.01.1969 | A > Bad Salzuflen und Leopoldshöhe (grt) |
| Niese                     | 77062 | 21.01.1947 | B; Landkreis, ab dem 01.10.1969 Kreis Detmold |
| Niese                     | 77062 | 01.01.1970 | A > Lügde |
| Niesen                    | 62036 | 19.03.1858 | Kreis, von 1953 bis 1969 Landkreis Warburg |
| Niesen                    | 62036 | 1895       | TA > Gutsbezirk Niesen |
| Niesen                    | 62036 | 1928       | TE < Gutsbezirk Niesen |
| Niesen                    | 62036 | 01.01.1975 | A > Willebadessen |
| Niesen, Gutsbezirk        |       |            | → Gutsbezirk Niesen |
| Niewald                   | 77063 | 21.01.1947 | B; Landkreis, ab dem 01.10.1969 Kreis Detmold |
| Niewald                   | 77063 | 01.01.1970 | A > Detmold |
| Nordbögge                 | 47041 | 19.03.1858 | Landkreis, bis 1901 Kreis Hamm |
| Nordbögge                 | 76041 | 17.10.1930 | NÄK > Landkreis, bis 1953 Kreis Unna |
| Nordbögge                 | 76041 | 01.01.1968 | A > Bönen |
| Nordborchen               | 56016 | 19.03.1858 | Landkreis, bis 1953 Kreis Paderborn |
| Nordborchen               | 56016 | 01.07.1969 | A > Borchen |
| Norddinker                | 47042 | 19.03.1858 | Landkreis, bis 1901 Kreis Hamm |
| Norddinker                | 76042 | 17.10.1930 | NÄK > Landkreis, bis 1953 Kreis Unna |
| Norddinker                | 76042 | 01.01.1968 | A > UentropII |
| Norddorf                  | 51041 | 19.03.1858 | Kreis, von 1953 bis 1969 Landkreis Lippstadt |
| Norddorf                  | 51041 | 01.01.1975 | A > Erwitte |
| Nörde                     | 62037 | 19.03.1858 | Kreis, von 1953 bis 1969 Landkreis Warburg |
| Nörde                     | 62037 | 01.01.1975 | A > Warburg |
| Nordhemmern               | 54047 | 19.03.1858 | Kreis, von 1953 bis 1969 Landkreis Minden |
| Nordhemmern               | 54047 | 01.01.1973 | A > Hille |
| Nordhorn                  |       |            | → Gütersloh, Land |
| Nordkirchen               | 52012 | 19.03.1858 | Kreis, von 1953 bis 1969 Landkreis Lüdinghausen |
| Nordkirchen               | 52012 | 1924       | TA > Südkirchen |
| Nordkirchen               | 43033 | 01.01.1975 | E < Capelle und Südkirchen; ÄK > Kreis Coesfeld |
| Nordrheda-Ems             | 64017 | 19.03.1858 | Landkreis, bis 1953 Kreis Wiedenbrück |
| Nordrheda-Ems             | 64017 | 01.10.1953 | TA > Kirchspiel Oelde |
| Nordrheda-Ems             | 64017 | 01.10.1956 | TA > Rheda |
| Nordrheda-Ems             | 64017 | 01.01.1970 | A > Gütersloh und Rheda-Wiedenbrück (grt) |
| Nordvelen                 | 38028 | 19.03.1858 | Landkreis, bis 1953 Kreis Borken |
| Nordvelen                 | 38028 | 01.07.1969 | A > Velen |
| Nordwald                  | 59070 | 19.03.1858 | Landkreis, bis 1953 Kreis Soest |
| Nordwald                  | 59070 | 01.07.1969 | A > Lippetal |
| Nordwalde                 | 60018 | 19.03.1858 | Landkreis, ab dem 1. Oktober 1969 Kreis Steinfurt |
| Nordwalde                 | 60018 | 01.01.1964 | TA > Greven |
| Nottuln                   | 55015 | 19.03.1858 | Kreis, bis 1969 Landkreis Münster |
| Nottuln                   | 55015 | 01.01.1881 | TE < Havixbeck; TA > Schapdetten |
| Nottuln                   | 55015 | 01.10.1956 | TA > Appelhülsen |
| Nottuln                   | 55015 | 01.10.1961 | TA > Schapdetten |
| Nottuln                   | 43034 | 01.01.1975 | E < Appelhülsen und Schapdetten; TE < Bösensell, Buldern, Darup, Havixbeck, Limbergen und Senden; TA > Billerbeck; ÄK > Kreis Coesfeld |
| Nuttlar                   | 70028 | ca. 1865   | N < Velmede (t); Kreis, von 1953 bis 1969 Landkreis Meschede |
| Nuttlar                   | 70028 | 01.01.1975 | A > Bestwig (grt) und Olsberg |

### O
| Gemeinde                      | Nr.   | Datum      | Maßnahme; Kreiszugehörigkeit |
| ----------------------------- | ----- | ---------- | --- |
| Oberaden                      | 47043 | 19.03.1858 | Landkreis, bis 1901 Kreis Hamm |
| Oberaden                      | 76043 | 17.10.1930 | NÄK > Landkreis, bis 1953 Kreis Unna |
| Oberaden                      | 76043 | 01.04.1932 | TE < Heil |
| Oberaden                      | 76043 | 01.01.1966 | A > Bergkamen |
| Oberalme                      | 40044 | 19.03.1858 | Kreis Brilon |
| Oberalme                      | 40044 | 30.09.1928 | A > Alme |
| Oberbauerschaft               | 69031 | 19.03.1858 | Kreis, von 1953 bis 1969 Landkreis Lübbecke |
| Oberbauerschaft               | 69031 | 01.01.1973 | A > Hüllhorst (grt) und Lübbecke |
| Oberbecker                    |       |            | → Altenderne-Oberbecker |
| Oberbehme, Gutsbezirk         |       |            | → Gutsbezirk Oberbehme |
| Oberbergheim                  |       |            | → Allagen |
| Oberbergstraße                | 59071 | 19.03.1858 | Landkreis, bis 1953 Kreis Soest |
| Oberbergstraße                | 59071 | 01.07.1969 | A > Werl |
| Oberbonsfeld                  | 37052 | 19.03.1858 | Landkreis, bis 1876 Kreis Bochum |
| Oberbonsfeld                  | 37052 | 01.04.1881 | A > Langenberg (Kreis Mettmann, Regierungsbezirk Düsseldorf, Provinz Rheinland/Rheinprovinz) |
| Oberbredenscheid              |       |            | → Bredenscheid |
| Obercastrop                   | 44069 | 19.03.1858 | Landkreis, bis 1875 Kreis Dortmund |
| Obercastrop                   | 44069 | 01.04.1902 | A > Castrop |
| Oberdielfen                   | 66079 | 19.03.1858 | Landkreis, bis 1923 Kreis Siegen |
| Oberdielfen                   | 66079 | 01.01.1969 | A > Wilnsdorf |
| Oberdresselndorf              | 66080 | 19.03.1858 | Landkreis, bis 1923 Kreis Siegen |
| Oberdresselndorf              | 66080 | 01.01.1969 | A > Burbach |
| Oberelfringhausen             | 37053 | 19.03.1858 | Landkreis, bis 1876 Kreis Bochum |
| Oberelfringhausen             | 72020 | 01.07.1885 | ÄK > Kreis Hattingen |
| Oberelfringhausen             | 75025 | 01.08.1929 | ÄK > Ennepe-Ruhrkreis |
| Oberelfringhausen             | 75025 | ca. 1946   | NÄK > Ennepe-Ruhr-Kreis |
| Oberelfringhausen             | 75025 | 01.01.1970 | A > Hattingen |
| Oberense                      | 59072 | 19.03.1858 | Landkreis, bis 1953 Kreis Soest |
| Oberense                      | 59072 | ca. 1890   | TA > Neheim |
| Oberense                      | 59072 | 01.04.1901 | E < Himmelpforten |
| Oberense                      | 59072 | 01.07.1969 | A > Ense |
| Oberfischbach                 | 66081 | 19.03.1858 | Landkreis, bis 1923 Kreis Siegen |
| Oberfischbach                 | 66081 | 01.01.1964 | GA < > Niederndorf |
| Oberfischbach                 | 66081 | 01.01.1969 | A > Freudenberg |
| Oberhees                      | 66082 | 19.03.1858 | Landkreis, bis 1923 Kreis Siegen |
| Oberhees                      | 66082 | 01.01.1969 | A > Kreuztal |
| Oberhemer                     | 50024 | 19.03.1858 | Landkreis, bis 1907 Kreis Iserlohn |
| Oberhemer                     | 50024 | 01.04.1910 | A > Hemer |
| Oberheuslingen                | 66083 | 19.03.1858 | Landkreis, bis 1923 Kreis Siegen |
| Oberheuslingen                | 66083 | 01.01.1969 | A > Freudenberg |
| Oberholthausen                |       |            | → HolthausenI |
| Oberholzklau                  | 66084 | 19.03.1858 | Landkreis, bis 1923 Kreis Siegen |
| Oberholzklau                  | 66084 | 15.10.1952 | TE < Bühl |
| Oberholzklau                  | 66084 | 01.01.1969 | A > Freudenberg |
| Oberhundem                    | 68014 | 19.03.1858 | Landkreis, bis 1953 Kreis Olpe |
| Oberhundem                    | 68014 | 01.07.1966 | TA > Kirchhundem |
| Oberhundem                    | 68014 | 01.07.1969 | A > Kirchhundem |
| Oberjöllenbeck                | 35022 | 19.03.1858 | Landkreis, bis 1878 Kreis Bielefeld |
| Oberjöllenbeck                | 35022 | 10.08.1952 | A > JöllenbeckI |
| Oberkirchen                   | 70013 | 19.03.1858 | Kreis, von 1953 bis 1969 Landkreis Meschede |
| Oberkirchen                   | 70013 | 01.10.1964 | TE < Wormbach |
| Oberkirchen                   | 70013 | 01.01.1975 | A > Schmallenberg (grt) und Winterberg |
| Oberlübbe                     | 54048 | 19.03.1858 | Kreis, von 1953 bis 1969 Landkreis Minden |
| Oberlübbe                     | 54048 | 01.01.1973 | A > Hille |
| Obermarsberg                  | 40045 | 19.03.1858 | Kreis, von 1953 bis 1969 Landkreis Brilon |
| Obermarsberg                  | 40045 | 01.01.1975 | A > Marsberg |
| Obermassen                    | 47044 | 19.03.1858 | Landkreis, bis 1901 Kreis Hamm |
| Obermassen                    | 47044 | 01.04.1911 | A > Massen |
| Obermehnen                    |       |            | → Blasheim |
| Obernau                       | 66085 | 19.03.1858 | Landkreis, bis 1923 Kreis Siegen |
| Obernau                       | 66085 | 01.01.1969 | A > Netphen |
| Obernbeck                     | 48036 | 19.03.1858 | Landkreis, bis 1911 Kreis Herford |
| Obernbeck                     | 48036 | 01.10.1930 | TE < Ulenburg |
| Obernbeck                     | 48036 | 01.01.1969 | A > Löhne |
| OberndorfI                    | 65033 | 19.03.1858 | Kreis, von 1953 bis 1969 Landkreis Wittgenstein |
| OberndorfI                    | 65033 | 01.01.1975 | A > Laasphe |
| OberndorfII                   | 66086 | 19.03.1858 | Landkreis Siegen |
| OberndorfII                   | 66086 | 01.01.1969 | A > Hilchenbach |
| Obernetphen                   | 66087 | 19.03.1858 | Landkreis, bis 1923 Kreis Siegen |
| Obernetphen                   | 66087 | 01.01.1969 | A > Netphen |
| Oberntudorf                   | 42036 | 19.03.1858 | Kreis, von 1953 bis 1969 Landkreis Büren |
| Oberntudorf                   | 42036 | 01.04.1958 | TE < Niederntudorf |
| Oberntudorf                   | 42036 | 01.01.1975 | A > Salzkotten |
| Oberschelden                  | 66088 | 19.03.1858 | Landkreis, bis 1923 Kreis Siegen |
| Oberschelden                  | 66088 | 01.07.1966 | A > Eiserfeld |
| Oberschledorn                 | 40046 | 19.03.1858 | Landkreis, bis 1953 Kreis Brilon |
| Oberschledorn                 | 40046 | 01.07.1969 | A > Medebach |
| Oberschönhagen                | 77064 | 21.01.1947 | B; Landkreis, ab dem 01.10.1969 Kreis Detmold |
| Oberschönhagen                | 77064 | 01.01.1970 | A > Detmold (grt) und Bad Meinberg-Horn |
| Obersdorf                     | 66089 | 19.03.1858 | Landkreis, bis 1923 Kreis Siegen |
| Obersdorf                     | 66089 | 01.01.1969 | A > Siegen und Wilnsdorf (grt) |
| Obersetzen                    | 66090 | 19.03.1858 | Landkreis, bis 1923 Kreis Siegen |
| Obersetzen                    | 66090 | 01.07.1966 | A > Hüttental |
| Obersprockhövel               | 45032 | 19.03.1858 | Landkreis, bis 1887 Kreis Hagen |
| Obersprockhövel               | 74011 | 01.04.1887 | ÄK > Kreis Schwelm |
| Obersprockhövel               | 75026 | 01.08.1929 | ÄK > Ennepe-Ruhrkreis |
| Obersprockhövel               | 75026 | ca. 1946   | NÄK > Ennepe-Ruhr-Kreis |
| Obersprockhövel               | 75026 | 01.09.1960 | A > Sprockhövel |
| Oberstiepel                   |       |            | → Stiepel |
| Oberstüter                    | 37054 | 19.03.1858 | Landkreis, bis 1876 Kreis Bochum |
| Oberstüter                    | 72021 | 01.07.1885 | ÄK > Kreis Hattingen |
| Oberstüter                    | 75027 | 01.08.1929 | ÄK > Ennepe-Ruhrkreis |
| Oberstüter                    | 75027 | ca. 1946   | NÄK > Ennepe-Ruhr-Kreis |
| Oberstüter                    | 75027 | 01.01.1960 | GA < > Bredenscheid-Stüter |
| Oberstüter                    | 75027 | 01.01.1970 | A > Hattingen |
| Öchelhausen                   | 66091 | 19.03.1858 | Landkreis, bis 1923 Kreis Siegen |
| Öchelhausen                   | 66091 | 01.01.1969 | A > Hilchenbach (dort als Stadtteil Oechelhausen) |
| Ochtrup                       | 60020 | 01.10.1890 | N < Kirchspiel Ochtrup und Wigbold Ochtrup; Kreis, von 1953 bis 1969 Landkreis Steinfurt |
| Ochtrup                       | 60020 | 01.07.1969 | E < Langenhorst und Welbergen |
| Ochtrup                       | 60020 | 01.01.1975 | TA > Wettringen (aus Welbergen) |
| Ochtrup, Kirchspiel           |       |            | → Kirchspiel Ochtrup |
| Ochtrup, Wigbold              |       |            | → Wigbold Ochtrup |
| Oechelhausen                  |       |            | → Öchelhausen |
| Oeding                        | 31028 | 1907       | N < Südlohn (t); Landkreis, bis 1953 Kreis Ahaus |
| Oeding                        | 31028 | 01.07.1969 | A > Südlohn |
| Oedingen                      | 70014 | 19.03.1858 | Landkreis, bis 1953 Kreis Meschede |
| Oedingen                      | 70014 | 01.07.1969 | A > Finnentrop und Lennestadt (grt) |
| Oelde                         | 34017 | 19.03.1858 | Kreis, von 1953 bis 1969 Landkreis Beckum |
| Oelde                         | 34017 | 01.07.1969 | TA > Herzebrock |
| Oelde                         | 34017 | 01.01.1970 | E < LetteII, Kirchspiel Oelde und Sünninghausen; TE < Clarholz |
| Oelde                         | 63027 | 01.01.1975 | E < Stromberg; TA > Wadersloh (aus Sünninghausen); ÄK > Kreis Warendorf |
| Oelde, Kirchspiel             |       |            | → Kirchspiel Oelde |
| Oelkinghausen                 |       |            | → Ölkinghausen |
| Oer                           | 58020 | 19.03.1858 | Landkreis, bis 1901 Kreis Recklinghausen |
| Oer                           | 58020 | 01.04.1926 | A > Marl und Oer-Erkenschwick (grt) |
| Oer-Erkenschwick              | 58030 | 01.04.1926 | N < Datteln (t), Oer (t) und Recklinghausen-Land (t); Kreis, bis 1969 Landkreis Recklinghausen |
| Oerlinghausen                 | 78051 | 21.01.1947 | B; Kreis, von 1953 bis 1969 Landkreis Lemgo |
| Oerlinghausen                 | 78051 | 01.01.1969 | E < Lipperreihe; TE < Helpup |
| Oerlinghausen                 | 78051 | 01.01.1970 | TE < Kachtenhausen |
| Oerlinghausen                 | 81014 | 01.01.1973 | ÄK > Kreis Lippe |
| Oesbern                       | 50025 | 19.03.1858 | Kreis, von 1907 bis 1969 Landkreis Iserlohn |
| Oesbern                       | 50025 | 01.01.1975 | A > Menden (Sauerland) |
| Oesdorf                       | 42037 | 19.03.1858 | Kreis, von 1953 bis 1969 Landkreis Büren |
| Oesdorf                       | 42037 | 01.01.1975 | A > Marsberg |
| Oespel                        |       |            | → Öspel |
| Oestereiden                   | 51042 | 19.03.1858 | Kreis, von 1953 bis 1969 Landkreis Lippstadt |
| Oestereiden                   | 51042 | 26.01.1898 | TA > Gutsbezirk Eringerfeld |
| Oestereiden                   | 51042 | 01.01.1975 | A > Rüthen |
| Oesterholz                    | 77065 | 21.01.1947 | B; Kreis Detmold |
| Oesterholz                    | 77065 | 01.01.1957 | TA > Haustenbeck |
| Oesterholz                    | 77065 | 01.04.1957 | A > Oesterholz-Haustenbeck |
| Oesterholz-Haustenbeck        | 77097 | 01.04.1957 | N < Haustenbeck und Oesterholz; Landkreis, ab dem 01.10.1969 Kreis Detmold |
| Oesterholz-Haustenbeck        | 77097 | 01.01.1970 | A > Schlangen |
| Oesterweg                     | 46023 | 19.03.1858 | Kreis, von 1953 bis 1969 Landkreis Halle (Westfalen) |
| Oesterweg                     | 46023 | 01.01.1973 | A > Versmold |
| Oesterwiehe                   |       |            | → Österwiehe |
| Oestinghausen                 | 59073 | 19.03.1858 | Landkreis, bis 1953 Kreis Soest |
| Oestinghausen                 | 59073 | 01.07.1969 | A > Lippetal |
| Oestrich                      | 50026 | 19.03.1858 | Landkreis, bis 1907 Kreis Iserlohn |
| Oestrich                      | 50026 | 01.08.1929 | TA > Iserlohn |
| Oestrich                      | 50026 | 01.04.1941 | TA > Iserlohn |
| Oestrich                      | 50026 | 01.10.1956 | A > Iserlohn und Letmathe (grt) |
| Oestrich (im Kreis Dortmund)  |       |            | → Östrich |
| Oetinghausen                  | 48037 | 19.03.1858 | Landkreis, bis 1911 Kreis Herford |
| Oetinghausen                  | 48037 | 01.01.1969 | A > Hiddenhausen |
| Oettern-Bremke                | 77066 | 21.01.1947 | B; Landkreis, ab dem 01.10.1969 Kreis Detmold |
| Oettern-Bremke                | 77066 | 01.01.1970 | A > Detmold |
| Oeventrop                     | 33058 | 06.05.1905 | NÄ < Dinschede; Kreis, von 1953 bis 1969 Landkreis Arnsberg |
| Oeventrop                     | 33058 | 01.01.1975 | A > Arnsberg (grt) und Meschede |
| Oeynhausen                    | 49055 | 19.03.1858 | Landkreis, bis 1953 und ab dem 01.10.1969 Kreis Höxter |
| Oeynhausen                    | 49055 | 01.01.1970 | A > Nieheim |
| Offelten                      | 69032 | 19.03.1858 | Kreis, von 1953 bis 1969 Landkreis Lübbecke |
| Offelten                      | 69032 | 01.01.1973 | A > Preußisch Oldendorf |
| Ohle                          | 32012 | 19.03.1858 | Kreis Altena |
| Ohle                          | 32012 | 01.10.1934 | TE < Plettenberg-Land |
| Ohle                          | 32012 | 01.04.1941 | A > Plettenberg |
| Ohrsen                        | 77067 | 21.01.1947 | B; Landkreis, ab dem 01.10.1969 Kreis Detmold |
| Ohrsen                        | 77067 | 01.01.1970 | A > Lage |
| OldendorfI bei Borgholzhausen | 46024 | 19.03.1858 | Landkreis, bis 1953 Kreis Halle (Westfalen) |
| OldendorfI bei Borgholzhausen | 46024 | 01.07.1969 | A > Borgholzhausen |
| OldendorfII bei Halle         | 46025 | 19.03.1858 | Kreis Halle (Westfalen) |
| OldendorfII bei Halle         | 46025 | 1935       | TA > Halle (Westfalen) |
| OldendorfII bei Halle         | 46025 | 01.10.1938 | A > Halle (Westfalen) |
| OldendorfIII                  | 69033 | 19.03.1858 | Kreis Lübbecke |
| OldendorfIII                  | 69033 | 1905       | NÄ > Preußisch Oldendorf |
| Oldentrup                     | 35023 | 19.03.1858 | Kreis, von 1953 bis 1969 Landkreis Bielefeld |
| Oldentrup                     | 35023 | 01.10.1930 | TA > Bielefeld |
| Oldentrup                     | 35023 | 01.01.1973 | A > Bielefeld |
| Oldinghausen                  | 48038 | 19.03.1858 | Landkreis, bis 1911 Kreis Herford |
| Oldinghausen                  | 48038 | 01.01.1969 | A > Enger |
| Olfen                         | 52014 | 19.03.1858 | Kreis, von 1953 bis 1969 Landkreis Lüdinghausen |
| Olfen                         | 43035 | 01.01.1975 | E < Kirchspiel Olfen; ÄK > Kreis Coesfeld |
| Olfen, Kirchspiel             |       |            | → Kirchspiel Olfen |
| Ölgershausen                  | 66092 | 19.03.1858 | Landkreis, bis 1923 Kreis Siegen |
| Ölgershausen                  | 66092 | 01.01.1969 | A > Netphen |
| Ölkinghausen                  | 45033 | 19.03.1858 | Landkreis, bis 1887 Kreis Hagen |
| Ölkinghausen                  | 74012 | 01.04.1887 | ÄK > Kreis Schwelm |
| Ölkinghausen                  | 74012 | 01.04.1923 | A > Milspe |
| Olpe                          | 68016 | 19.03.1858 | Kreis, von 1953 bis 1969 Landkreis Olpe |
| Olpe                          | 68016 | 1895       | TA > Olpe-Land |
| Olpe                          | 68016 | 01.07.1969 | E < Kleusheim und Olpe-Land; TE < Helden, Kirchveischede, Rahrbach und Rhode |
| Olpe-Land                     | 68015 | 19.03.1858 | Landkreis, bis 1953 Kreis Olpe |
| Olpe-Land                     | 68015 | 1895       | TE < Olpe |
| Olpe-Land                     | 68015 | 01.07.1969 | A > Olpe |
| Olsberg                       | 40047 | 19.03.1858 | Landkreis, bis 1953 Kreis Brilon |
| Olsberg                       | 40047 | 01.07.1969 | A > Bigge-Olsberg |
| Olsberg                       | 83009 | 01.01.1975 | N < Antfeld (t), Assinghausen, Bigge-Olsberg, BruchhausenII, Brunskappel, Elleringhausen, Elpe (t), Gevelinghausen (t), Helmeringhausen, Wiemeringhausen und Wulmeringhausen; ÄK > Hochsauerlandkreis |
| Opherdicke                    | 44070 | 19.03.1858 | Landkreis, bis 1875 Kreis Dortmund |
| Opherdicke                    | 73018 | 01.04.1887 | ÄK > Landkreis, bis 1911 Kreis Hörde |
| Opherdicke                    | 47084 | 01.08.1929 | ÄK > Landkreis Hamm |
| Opherdicke                    | 76044 | 17.10.1930 | ÄK > Landkreis, bis 1953 Kreis Unna |
| Opherdicke                    | 76044 | 01.01.1968 | A > Holzwickede |
| Opmünden                      | 59074 | 19.03.1858 | Landkreis, bis 1953 Kreis Soest |
| Opmünden                      | 59074 | 01.07.1969 | A > Bad Sassendorf |
| Oppendorf                     | 69034 | 19.03.1858 | Kreis, von 1953 bis 1969 Landkreis Lübbecke |
| Oppendorf                     | 69034 | 01.10.1934 | TA > Oppenwehe |
| Oppendorf                     | 69034 | 01.01.1973 | A > Rahden und Stemwede (grt) |
| Oppenwehe                     | 69035 | 19.03.1858 | Kreis, von 1953 bis 1969 Landkreis Lübbecke |
| Oppenwehe                     | 69035 | 01.10.1934 | TE < Oppendorf |
| Oppenwehe                     | 69035 | 01.01.1973 | A > Rahden und Stemwede (grt) |
| Öspel                         | 44071 | 19.03.1858 | Landkreis, bis 1875 Kreis Dortmund |
| Öspel                         | 44071 | 01.04.1928 | A > Dortmund (dort als Stadtteil Oespel) |
| Ossendorf                     | 62038 | 19.03.1858 | Kreis, von 1953 bis 1969 Landkreis Warburg |
| Ossendorf                     | 62038 | 01.01.1975 | A > Warburg |
| Ostbarthausen                 | 46026 | 19.03.1858 | Landkreis, bis 1953 Kreis Halle (Westfalen) |
| Ostbarthausen                 | 46026 | 01.07.1969 | A > Borgholzhausen |
| Ostbevern                     | 63016 | 19.03.1858 | Kreis, von 1953 bis 1969 Landkreis Warendorf |
| Ostbevern                     | 63016 | 01.01.1975 | TE < Milte und Westbevern; TA > Telgte |
| Ostbüderich                   | 59075 | 19.03.1858 | Landkreis, bis 1953 Kreis Soest |
| Ostbüderich                   | 59075 | 01.01.1964 | A > Büderich (Westfalen) |
| Ostbüren                      | 47045 | 19.03.1858 | Landkreis, bis 1901 Kreis Hamm |
| Ostbüren                      | 76045 | 17.10.1930 | Landkreis, bis 1953 Kreis Unna |
| Ostbüren                      | 76045 | 01.01.1968 | A > Fröndenberg |
| Ostenfelde                    | 63017 | 19.03.1858 | Kreis, von 1953 bis 1969 Landkreis Warendorf |
| Ostenfelde                    | 63017 | 01.01.1975 | A > Ennigerloh |
| Ostenland                     | 56017 | 19.03.1858 | Kreis, von 1953 bis 1969 Landkreis Paderborn |
| Ostenland                     | 56017 | 01.10.1958 | TA > Hövelhof |
| Ostenland                     | 56017 | 01.01.1975 | A > Delbrück (grt), Hövelhof und Paderborn |
| Osterbönen                    | 47046 | 19.03.1858 | Landkreis, bis 1901 Kreis Hamm |
| Osterbönen                    | 76046 | 17.10.1930 | ÄK > Landkreis, bis 1953 Kreis Unna |
| Osterbönen                    | 76046 | 01.01.1968 | A > Bönen |
| Osterfeld                     | 58021 | 19.03.1858 | Landkreis, bis 1901 Kreis Recklinghausen |
| Osterfeld                     | 19000 | 01.01.1922 | ÄK > Stadtkreis Osterfeld |
| Osterfeld                     | 19000 | 01.08.1929 | TA > Bottrop |
| Osterfeld                     | 19000 | 01.08.1929 | A > Oberhausen (Stadtkreis, Regierungsbezirk Düsseldorf, Rheinprovinz) |
| Osterflierich                 | 47047 | 19.03.1858 | Landkreis, bis 1901 Kreis Hamm |
| Osterflierich                 | 76047 | 17.10.1930 | NÄK > Landkreis, bis 1953 Kreis Unna |
| Osterflierich                 | 76047 | 01.01.1968 | A > Rhynern |
| Osterhagen                    | 78052 | 21.01.1947 | B; Kreis Lemgo |
| Osterhagen                    | 78052 | 01.07.1966 | TE < Forstbezirk Langenholzhausen |
| Osterhagen                    | 78052 | 01.01.1969 | A > Kalletal |
| Osterwick                     | 43025 | 19.03.1858 | Landkreis, bis 1953 Kreis Coesfeld |
| Osterwick                     | 43025 | 01.07.1969 | A > Rosendahl |
| Österwiehe                    | 64018 | 19.03.1858 | Landkreis, bis 1953 Kreis Wiedenbrück |
| Österwiehe                    | 64018 | 01.01.1970 | A > Rietberg und Verl (grt) |
| Osthelden                     | 66093 | 19.03.1858 | Landkreis, bis 1923 Kreis Siegen |
| Osthelden                     | 66093 | 01.01.1969 | A > Kreuztal |
| Ostherbede                    | 37055 | 19.03.1858 | Landkreis, bis 1876 Kreis Bochum |
| Ostherbede                    | 72022 | 01.07.1885 | ÄK > Kreis Hattingen |
| Ostherbede                    | 72022 | 01.04.1926 | A > Herbede |
| Ostinghausen                  | 59076 | 19.03.1858 | Landkreis, bis 1953 Kreis Soest |
| Ostinghausen                  | 59076 | 01.07.1969 | A > Bad Sassendorf |
| Ostkilver                     | 48039 | 19.03.1858 | Landkreis, bis 1911 Kreis Herford |
| Ostkilver                     | 48039 | 01.04.1938 | TE < Rödinghausen |
| Ostkilver                     | 48039 | 01.01.1969 | A > Rödinghausen |
| Ostlangenberg                 |       |            | → Langenberg |
| Ostönnen                      | 59077 | 19.03.1858 | Landkreis, bis 1953 Kreis Soest |
| Ostönnen                      | 59077 | 01.07.1969 | A > Soest |
| Östrich                       | 44072 | 19.03.1858 | Landkreis, bis 1875 Kreis Dortmund |
| Östrich                       | 44072 | 27.10.1917 | A > Mengede (jetzt als Dortmunder Stadtteil Oestrich) |
| Östrich (im Kreis Iserlohn)   |       |            | → Oestrich |
| Osttünnen                     | 47048 | 19.03.1858 | Landkreis, bis 1901 Kreis Hamm |
| Osttünnen                     | 76048 | 17.10.1930 | NÄK > Landkreis, bis 1953 Kreis Unna |
| Osttünnen                     | 76048 | 01.01.1968 | A > Rhynern |
| Ostwennemar                   |       |            | → Braam-Ostwennemar |
| Ostwig                        | 70029 | ca. 1865   | N < Velmede (t); Kreis, von 1953 bis 1969 Landkreis Meschede |
| Ostwig                        | 70029 | 01.01.1975 | A > Bestwig (grt) |
| Ottbergen                     | 49056 | 19.03.1858 | Landkreis, bis 1953 und ab dem 01.10.1969 Kreis Höxter |
| Ottbergen                     | 49056 | 01.01.1970 | A > Höxter |
| Ottenhausen                   | 49057 | 19.03.1858 | Landkreis, bis 1953 und ab dem 01.10.1969 Kreis Höxter |
| Ottenhausen                   | 49057 | 01.01.1970 | A > Steinheim |
| Ottenstein                    | 31017 | 19.03.1858 | Kreis, von 1953 bis 1969 Landkreis Ahaus |
| Ottenstein                    | 31017 | 01.04.1931 | TE < Ammeloe |
| Ottenstein                    | 31017 | 01.01.1975 | A > Ahaus |
| Ottmarsbocholt                | 52015 | 19.03.1858 | Kreis, von 1953 bis 1969 Landkreis Lüdinghausen |
| Ottmarsbocholt                | 52015 | 01.01.1975 | A > Senden |
| Ovenhausen                    | 49058 | 19.03.1858 | Landkreis, bis 1953 und ab dem 01.10.1969 Kreis Höxter |
| Ovenhausen                    | 49058 | 01.01.1970 | A > Höxter |
| Ovenstädt                     | 54049 | 19.03.1858 | Kreis, von 1953 bis 1969 Landkreis Minden |
| Ovenstädt                     | 54049 | 01.01.1973 | A > Petershagen |
| Overberge                     | 47049 | 19.03.1858 | Landkreis, bis 1901 Kreis Hamm |
| Overberge                     | 76049 | 17.10.1930 | NÄK > Landkreis Unna |
| Overberge                     | 76049 | 01.01.1968 | A > Bergkamen |
| Overhagen                     | 51043 | 19.03.1858 | Kreis, von 1953 bis 1969 Landkreis Lippstadt |
| Overhagen                     | 51043 | 01.01.1975 | A > Lippstadt |

### P
| Gemeinde                  | Nr.   | Datum      | Maßnahme; Kreiszugehörigkeit |
| ------------------------- | ----- | ---------- | --- |
| Padberg                   | 40048 | 19.03.1858 | Kreis, von 1953 bis 1969 Landkreis Brilon |
| Padberg                   | 40048 | 01.01.1975 | A > Marsberg |
| Paderborn                 | 56018 | 19.03.1858 | Kreis, von 1953 bis 1969 Landkreis Paderborn |
| Paderborn                 | 56018 | 1879       | TE < Benhausen |
| Paderborn                 | 56018 | 01.01.1969 | E < Marienloh |
| Paderborn                 | 56018 | 01.07.1969 | E < Wewer |
| Paderborn                 | 56018 | 01.01.1975 | E < Benhausen, DahlII, Elsen, Sande und Schloß Neuhaus; TE < Dörenhagen, Hövelhof, Neuenbeken und Ostenland |
| Papenhausen               | 78053 | 21.01.1947 | B; Kreis Lemgo |
| Papenhausen               | 78053 | 01.01.1969 | A > Bad Salzuflen |
| Papenhöfen                | 49059 | 19.03.1858 | Landkreis, bis 1953 und ab dem 01.10.1969 Kreis Höxter |
| Papenhöfen                | 49059 | 01.01.1970 | A > Marienmünster |
| Päpinghausen              | 54050 | 19.03.1858 | Kreis, von 1953 bis 1969 Landkreis Minden |
| Päpinghausen              | 54050 | 01.01.1973 | A > Minden |
| Paradiese                 | 59078 | ca. 1865   | N < Schwefe (t); Landkreis, bis 1953 Kreis Soest |
| Paradiese                 | 59078 | 01.07.1969 | A > Soest |
| Parsit                    | 59079 | 19.03.1858 | Landkreis, bis 1953 Kreis Soest |
| Parsit                    | 59079 | 01.07.1969 | A > Ense |
| Patthorst, Gutsbezirk     |       |            | → Gutsbezirk Patthorst |
| Pavenstädt                |       |            | → Gütersloh, Land |
| Peckeloh                  | 46027 | 19.03.1858 | Kreis, von 1953 bis 1969 Landkreis Halle (Westfalen) |
| Peckeloh                  | 46027 | 01.04.1960 | GA < > Versmold |
| Peckeloh                  | 46027 | 01.01.1973 | A > Versmold |
| Peckelsheim               | 62039 | 19.03.1858 | Kreis, von 1953 bis 1969 Landkreis Warburg |
| Peckelsheim               | 62039 | 01.01.1975 | A > Willebadessen |
| Pelkum                    | 47050 | 19.03.1858 | Landkreis, bis 1901 Kreis Hamm |
| Pelkum                    | 76050 | 17.10.1930 | NÄK > Kreis, von 1953 bis 1969 Landkreis Unna |
| Pelkum                    | 76050 | 01.01.1968 | E < Lerche, Sandbochum und Weetfeld; TE < HammI, Herringen und Wiescherhöfen |
| Pelkum                    | 76050 | 01.07.1971 | GA < > Bergkamen |
| Pelkum                    | 76050 | 01.01.1975 | A > HammI |
| Persebeck                 | 44073 | 19.03.1858 | Landkreis, bis 1875 Kreis Dortmund |
| Persebeck                 | 73019 | 01.04.1887 | ÄK > Landkreis, bis 1911 Kreis Hörde |
| Persebeck                 | 73019 | 1921       | A > Barop |
| Petershagen               | 54051 | 19.03.1858 | Kreis, von 1953 bis 1969 Landkreis Minden |
| Petershagen               | 82007 | 01.01.1973 | E < Bierde, BuchholzII, Döhren, Eldagsen, Friedewalde, Frille, Gorspen-Vahlsen, Großenheerse, Hävern, Heimsen, Ilse, Ilserheide, Ilvese, Jössen, Lahde, Maaslingen, Meßlingen, Neuenknick, Ovenstädt, Quetzen, Raderhorst, Rosenhagen, Schlüsselburg, Seelenfeld, Südfelde, Wasserstraße, Wietersheim und Windheim; ÄK > Kreis Minden-Lübbecke |
| PivitsheideI Vogtei Horn  | 77068 | 21.01.1947 | B; Landkreis, ab dem 01.10.1969 Kreis Detmold |
| PivitsheideI Vogtei Horn  | 77068 | 01.01.1970 | A > Detmold |
| PivitsheideII Vogtei Lage | 77069 | 21.01.1947 | B; Landkreis, ab dem 01.10.1969 Kreis Detmold |
| PivitsheideII Vogtei Lage | 77069 | 01.01.1970 | A > Augustdorf und Detmold (grt) |
| Pixel                     |       |            | → Herzebrock |
| Plettenberg               | 32014 | 19.03.1858 | Landkreis, bis 1953 Kreis Altena |
| Plettenberg               | 32014 | 01.04.1941 | E < Ohle und Plettenberg-Land |
| Plettenberg               | 79009 | 01.01.1969 | TA > Herscheid; ÄK > Kreis, bis zum 30.09.1969 Landkreis Lüdenscheid |
| Plettenberg               | 84013 | 01.01.1975 | ÄK > Märkischer Kreis |
| Plettenberg-Land          | 32013 | 19.03.1858 | Kreis Altena |
| Plettenberg-Land          | 32013 | 01.10.1934 | TA > Ohle |
| Plettenberg-Land          | 32013 | 01.04.1941 | A > Plettenberg |
| Plittershagen             | 66094 | 19.03.1858 | Landkreis, bis 1923 Kreis Siegen |
| Plittershagen             | 66094 | 01.01.1969 | A > Freudenberg |
| Pödinghausen              | 48040 | 19.03.1858 | Landkreis, bis 1911 Kreis Herford |
| Pödinghausen              | 48040 | 01.01.1969 | A > Enger |
| Polsum                    | 58022 | 19.03.1858 | Kreis, von 1901 bis 1969 Landkreis Recklinghausen |
| Polsum                    | 58022 | 01.01.1975 | A > Herten und Marl (grt) |
| Pömbsen                   | 49060 | 19.03.1858 | Landkreis, bis 1953 und ab dem 01.10.1969 Kreis Höxter |
| Pömbsen                   | 49060 | 01.01.1970 | A > Bad Driburg |
| Pöppinghausen             | 37056 | 19.03.1858 | Landkreis, bis 1876 Kreis Bochum |
| Pöppinghausen             | 37056 | 01.04.1908 | A > Bladenhorst |
| Porta Westfalica          | 82008 | 01.01.1973 | N < BarkhausenII an der Porta (t), Costedt, Eisbergen, Hausberge an der Porta, Holtrup, HolzhausenI an der Porta, Kleinenbremen, Lerbeck, Lohfeld, Möllbergen, Nammen, Neesen (t), Veltheim, Vennebeck und Wülpke; Kreis Minden-Lübbecke |
| Pottenhausen              | 77070 | 21.01.1947 | B; Landkreis, ab dem 01.10.1969 Kreis Detmold |
| Pottenhausen              | 77070 | 01.01.1970 | A > Lage |
| Preußisch Oldendorf       | 69049 | 1905       | NÄ < OldendorfIII; Kreis, von 1953 bis 1969 Landkreis Lübbecke |
| Preußisch Oldendorf       | 82009 | 01.01.1973 | E < Börninghausen, Engershausen, Harlinghausen und Offelten; TE < Blasheim, Getmold, Hedem, HolzhausenVI, Lashorst und SchröttinghausenII; ÄK > Kreis Minden-Lübbecke |
| Preußisch Ströhen         | 69050 | ?          | NÄ < Ströhen; Kreis, von 1953 bis 1969 Landkreis Lübbecke |
| Preußisch Ströhen         | 69050 | 01.01.1973 | A > Rahden |
| Puderbach                 | 65034 | 19.03.1858 | Kreis, von 1953 bis 1969 Landkreis Wittgenstein |
| Puderbach                 | 65034 | 01.01.1975 | A > Laasphe |

### Q
| Gemeinde         | Nr.   | Datum      | Maßnahme; Kreiszugehörigkeit              |
| ---------------- | ----- | ---------- | ----------------------------------------- |
| Quelle           | 35024 | 19.03.1858 | Landkreis, bis 1878 Kreis Bielefeld       |
| Quelle           | 35024 | 31.01.1907 | TA > Bielefeld                            |
| Quelle           | 35024 | 01.01.1970 | A > Brackwede                             |
| Quenhorn         |       |            | → Herzebrock                              |
| Querenburg       | 37057 | 19.03.1858 | Landkreis, bis 1876 Kreis Bochum          |
| Querenburg       | 37057 | 01.08.1929 | A > Bochum (grt) und Witten               |
| Quernheim        | 48041 | 19.03.1858 | Landkreis, bis 1911 Kreis Herford         |
| Quernheim        | 48041 | 01.01.1969 | A > Kirchlengern                          |
| Quernheim, Stift |       |            | → Stift Quernheim                         |
| Quetzen          | 54052 | 19.03.1858 | Kreis, von 1953 bis 1969 Landkreis Minden |
| Quetzen          | 54052 | 01.01.1973 | A > Petershagen                           |

### R
| Gemeinde              | Nr.   | Datum      | Maßnahme; Kreiszugehörigkeit |
| --------------------- | ----- | ---------- | --- |
| Raderhorst            | 54053 | 19.03.1858 | Kreis, von 1953 bis 1969 Landkreis Minden |
| Raderhorst            | 54053 | 01.01.1973 | A > Petershagen |
| Radlinghausen         | 40049 | 19.03.1858 | Kreis, von 1953 bis 1969 Landkreis Brilon |
| Radlinghausen         | 40049 | 01.01.1975 | A > Brilon |
| Raesfeld              | 38029 | 19.03.1858 | Kreis, von 1953 bis 1969 Landkreis Borken |
| Raesfeld              | 38029 | 01.07.1969 | E < Homer |
| Raesfeld              | 38029 | 01.01.1975 | TE < Overbeck (Kreis Rees, Regierungsbezirk Düsseldorf, Landschaftsverband Rheinland) |
| Raesfeld              | 38029 | 01.01.1975 | E < Erle |
| Rahden                | 69053 | 01.04.1910 | N < Großendorf (t); Kreis, von 1953 bis 1969 Landkreis Lübbecke |
| Rahden                | 69053 | 01.01.1966 | TE < Espelkamp |
| Rahden                | 82010 | 01.01.1973 | E < Kleinendorf, Preußisch Ströhen und Wehe; TE < Oppendorf, Oppenwehe, Sielhorst, Tonnenheide, Twiehausen, Varl und Vehlage; GA < > Espelkamp; ÄK > Kreis Minden-Lübbecke                                                           |
| Rahm                  | 44074 | 19.03.1858 | Landkreis, bis 1875 Kreis Dortmund |
| Rahm                  | 44074 | 10.06.1914 | A > Dortmund |
| Rahrbach              | 68017 | 19.03.1858 | Landkreis, bis 1953 Kreis Olpe |
| Rahrbach              | 68017 | 01.07.1969 | A > Kirchhundem und Olpe |
| Ramsbeck              | 70030 | ca. 1865   | N < Velmede (t); Kreis, von 1953 bis 1969 Landkreis Meschede |
| Ramsbeck              | 70030 | 01.04.1910 | E < Berlar; TE < Gevelinghausen und Heringhausen |
| Ramsbeck              | 70030 | 01.01.1975 | A > Bestwig (grt) und Olsberg |
| Ramsdorf              | 38030 | 01.04.1959 | N < Kirchspiel Ramsdorf und Stadt Ramsdorf; Kreis, bis 1969 Landkreis Borken |
| Ramsdorf              | 38030 | 01.01.1975 | A > Velen |
| Ramsdorf, Kirchspiel  |       |            | → Kirchspiel Ramsdorf |
| Ramsdorf, Stadt       |       |            | → Stadt Ramsdorf |
| Rarbach               | 70015 | 19.03.1858 | Kreis, von 1953 bis 1969 Landkreis Meschede |
| Rarbach               | 70015 | 01.01.1975 | A > Schmallenberg |
| Raumland              | 65035 | 19.03.1858 | Kreis, von 1953 bis 1969 Landkreis Wittgenstein |
| Raumland              | 65035 | 01.01.1975 | A > Bad Berleburg |
| Rauxel                | 44075 | 19.03.1858 | Landkreis, bis 1875 Kreis Dortmund |
| Rauxel                | 44075 | 01.04.1926 | A > Castrop-Rauxel |
| Rebbeke               | 42038 | 19.03.1858 | Kreis, von 1953 bis 1969 Landkreis Büren |
| Rebbeke               | 42038 | 1861       | TA > Mantinghausen |
| Rebbeke               | 42038 | 01.01.1975 | A > Lippstadt |
| Rechen                |       |            | → Wiemelhausen |
| Recke                 | 61017 | 19.03.1858 | Kreis, von 1953 bis 1969 Landkreis Tecklenburg |
| Recke                 | 60037 | 01.01.1975 | TE < Ibbenbüren-Land; TA > Ibbenbüren; ÄK > Kreis Steinfurt |
| Recklinghausen        | 58024 | 19.03.1858 | Kreis Recklinghausen |
| Recklinghausen        | 10000 | 01.04.1901 | ÄK > Stadtkreis, ab 1953 kreisfreie Stadt Recklinghausen |
| Recklinghausen        | 10000 | 01.04.1926 | E < Suderwich; TE < Herne und Recklinghausen-Land |
| Recklinghausen        | 10000 | 01.08.1929 | TE < Henrichenburg und Horneburg |
| Recklinghausen        | 58035 | 01.01.1975 | ÄK > Kreis Recklinghausen |
| Recklinghausen-Land   | 58023 | 19.03.1858 | Landkreis, bis 1901 Kreis Recklinghausen |
| Recklinghausen-Land   | 58023 | 01.04.1926 | A > Herten, Marl, Oer-Erkenschwick, Recklinghausen und Westerholt |
| Recklingsen           | 59080 | 19.03.1858 | Landkreis, bis 1953 Kreis Soest |
| Recklingsen           | 59080 | 01.07.1969 | A > Welver |
| Reelkirchen           | 77071 | 21.01.1947 | B; Landkreis, ab dem 01.10.1969 Kreis Detmold |
| Reelkirchen           | 77071 | 01.01.1970 | A > Blomberg |
| Reelsen               | 49061 | 19.03.1858 | Landkreis, bis 1953 und ab dem 01.10.1969 Kreis Höxter |
| Reelsen               | 49061 | 01.01.1970 | A > Bad Driburg |
| Referinghausen        | 40050 | 19.03.1858 | Landkreis, bis 1953 Kreis Brilon |
| Referinghausen        | 40050 | 01.07.1969 | A > Medebach |
| Rehme                 | 54075 | ca. 1860   | N < Rehme-Niederbecksen (t); Kreis, von 1953 bis 1969 Landkreis Minden |
| Rehme                 | 54075 | 01.01.1860 | TA > Bad Oeynhausen |
| Rehme                 | 54075 | 01.01.1973 | A > Bad Oeynhausen |
| Rehme-Niederbecksen   | 54054 | 19.03.1858 | Kreis Minden |
| Rehme-Niederbecksen   | 54054 | ca. 1860   | A > Niederbecksen und Rehme |
| Rehmerloh             | 48043 | 19.03.1858 | Landkreis, bis 1911 Kreis Herford |
| Rehmerloh             | 48043 | 10.06.1925 | TA > Stift Quernheim |
| Rehmerloh             | 48043 | 01.01.1969 | A > Kirchlengern |
| Reineberg             |       |            | → Ahlsen-Reineberg |
| Reiste                | 70016 | 19.03.1858 | Landkreis, bis 1953 Kreis Meschede |
| Reiste                | 70016 | ?          | NÄ > Reiste (Sauerland) |
| Reiste (Sauerland)    | 70016 | ?          | NÄ < Reiste; Landkreis, ab dem 01.10.1969 Kreis Meschede |
| Reiste (Sauerland)    | 70016 | 01.01.1975 | A > Eslohe (Sauerland) (grt) und Stadt Meschede |
| Reken                 | 38043 | 01.07.1969 | N < Groß Reken, Hülsten und Klein Reken; Kreis, von 1953 bis 1969 Landkreis Borken |
| Reken                 | 38043 | 01.01.1975 | TE < HeidenI und Lembeck |
| Remblinghausen        | 70017 | 19.03.1858 | Kreis, von 1953 bis 1969 Landkreis Meschede |
| Remblinghausen        | 70017 | 01.01.1975 | A > Meschede |
| Remmighausen          | 77072 | 21.01.1947 | B; Landkreis, ab dem 01.10.1969 Kreis Detmold |
| Remmighausen          | 77072 | 01.01.1970 | A > Detmold |
| Renninghausen         |       |            | → Hacheney |
| Rentrup               |       |            | → Langenberg |
| Retzen                | 78054 | 21.01.1947 | B; Kreis Lemgo |
| Retzen                | 78054 | 01.01.1969 | A > Bad Salzuflen (grt) und Lemgo |
| Rhade                 | 58025 | 19.03.1858 | Kreis, von 1901 bis 1969 Landkreis Recklinghausen |
| Rhade                 | 58025 | 01.01.1975 | A > Dorsten |
| Rheda                 | 64019 | 19.03.1858 | Landkreis, bis 1953 Kreis Wiedenbrück |
| Rheda                 | 64019 | 01.10.1956 | TE < Nordrheda-Ems |
| Rheda                 | 64019 | 01.01.1970 | A > Rheda-Wiedenbrück |
| Rheda-Wiedenbrück     | 64031 | 01.01.1970 | N < Batenhorst (t), BokelII (t), Herzebrock (t), Lintel, Nordrheda-Ems (t), Rheda, Sankt Vit und Wiedenbrück; Kreis Wiedenbrück |
| Rheda-Wiedenbrück     | 80007 | 01.01.1973 | ÄK > Kreis Gütersloh |
| Rheda-Wiedenbrück     | 80007 | 01.07.1979 | TA > Gütersloh |
| Rhede                 | 38031 | 19.03.1858 | Kreis, von 1953 bis 1969 Landkreis Borken |
| Rhede                 | 38031 | 01.10.1955 | E < Altrhede |
| Rhede                 | 38031 | 01.10.1959 | TE < Vardingholt |
| Rhede                 | 38031 | 01.01.1960 | GA < > Krechting |
| Rhede                 | 38031 | 01.08.1968 | E < Büngern, Krechting, Krommert und Vardingholt |
| Rhedebrügge           | 38032 | 19.03.1858 | Landkreis, bis 1953 Kreis Borken |
| Rhedebrügge           | 38032 | 01.07.1969 | A > Borken |
| Rheder                | 49062 | 19.03.1858 | Landkreis, bis 1953 und ab dem 01.10.1969 Kreis Höxter |
| Rheder                | 49062 | 01.01.1970 | A > Brakel |
| Rheine                | 60021 | 19.03.1858 | Kreis, von 1953 bis 1969 Landkreis Steinfurt |
| Rheine                | 60021 | 01.04.1927 | TE < Rheine links der Ems und Rheine rechts der Ems |
| Rheine                | 60021 | 01.01.1975 | TE < Elte, Emsdetten, Mesum, Rheine links der Ems und Rheine rechts der Ems |
| Rheine links der Ems  | 60022 | 19.03.1858 | Kreis, von 1953 bis 1969 Landkreis Steinfurt |
| Rheine links der Ems  | 60022 | 01.04.1927 | TA > Rheine |
| Rheine links der Ems  | 60022 | 01.01.1975 | A > Emsdetten, NeuenkirchenI und Rheine (grt) |
| Rheine rechts der Ems | 60023 | 19.03.1858 | Kreis, von 1953 bis 1969 Landkreis Steinfurt |
| Rheine rechts der Ems | 60023 | 01.04.1927 | TA > Rheine |
| Rheine rechts der Ems | 60023 | 01.01.1975 | A > Hörstel und Rheine (grt) |
| Rhode                 | 68018 | 19.03.1858 | Landkreis, bis 1953 Kreis Olpe |
| Rhode                 | 68018 | 01.07.1969 | A > Drolshagen und Olpe (grt) |
| Rhynern               | 47051 | 19.03.1858 | Landkreis, bis 1901 Kreis Hamm |
| Rhynern               | 76051 | 17.10.1930 | ÄK > Kreis, von 1953 bis 1969 Landkreis Unna |
| Rhynern               | 76051 | 01.01.1968 | E < Allen, Freiske, Hilbeck, Osterflierich, Osttünnen, Süddinker und Wambeln; TE < Westtünnen; TA > HammI |
| Rhynern               | 76051 | 01.01.1975 | A > HammI (grt) und Werl (Hilbeck) |
| Richstein             | 65036 | 19.03.1858 | Kreis, von 1953 bis 1969 Landkreis Wittgenstein |
| Richstein             | 65036 | ca. 1929   | TE < Gutsbezirk Sayn-Wittgenstein-Hohenstein |
| Richstein             | 65036 | 01.01.1975 | A > Bad Berleburg |
| Riemecke              |       |            | → BrockhausenII |
| Riemke                | 37058 | 19.03.1858 | Landkreis, bis 1876 Kreis Bochum |
| Riemke                | 37058 | 01.04.1926 | A > Bochum (grt) und Herne |
| Riesel                | 49063 | 19.03.1858 | Landkreis, bis 1953 und ab dem 01.10.1969 Kreis Höxter |
| Riesel                | 49063 | 01.01.1970 | A > Brakel |
| Riesenbeck            | 61018 | 19.03.1858 | Kreis, von 1953 bis 1969 Landkreis Tecklenburg |
| Riesenbeck            | 61018 | 01.04.1900 | TA > Hörstel |
| Riesenbeck            | 61018 | 01.01.1975 | A > Hörstel |
| Rietberg              | 64020 | 19.03.1858 | Kreis, von 1953 bis 1969 Landkreis Wiedenbrück |
| Rietberg              | 64020 | 01.04.1938 | GA < > BokelII |
| Rietberg              | 64020 | 01.04.1956 | GA < > Druffel |
| Rietberg              | 64020 | 01.01.1970 | E < Druffel, Moese (als Mastholte), NeuenkirchenII und Westerwiehe; TE < BokelII, Langenberg, Mastholte (als Mastholte-Süd), Österwiehe (auch Oesterwiehe) und Varensell                                                             |
| Rietberg              | 80008 | 01.01.1973 | ÄK > Kreis Gütersloh |
| Rietberg              | 80008 | 01.01.1975 | TE < Westenholz; TA > Lippstadt (aus Mastholte) |
| Rimbeck               | 62040 | 19.03.1858 | Kreis, von 1953 bis 1969 Landkreis Warburg |
| Rimbeck               | 62040 | 01.01.1975 | A > Warburg |
| Rinkerode             | 55016 | 19.03.1858 | Landkreis, ab 1969 Kreis Münster |
| Rinkerode             | 55016 | 01.01.1975 | A > Drensteinfurt (grt) und Münster |
| Rinsdorf              | 66095 | 19.03.1858 | Landkreis, bis 1923 Kreis Siegen |
| Rinsdorf              | 66095 | 01.01.1969 | A > Wilnsdorf |
| Rinthe                | 65037 | 19.03.1858 | Kreis, von 1953 bis 1969 Landkreis Wittgenstein |
| Rinthe                | 65037 | 01.01.1975 | A > Bad Berleburg |
| Rischenau             | 77073 | 21.01.1947 | B; Landkreis, ab dem 01.10.1969 Kreis Detmold |
| Rischenau             | 77073 | 01.01.1970 | A > Lügde |
| Rittergut Hardehausen |       |            | → Scherfede |
| Rixbeck               | 51044 | 19.03.1858 | Kreis, von 1953 bis 1969 Landkreis Lippstadt |
| Rixbeck               | 51044 | ca. 1895   | TA > Dedinghausen |
| Rixbeck               | 51044 | 01.01.1975 | A > Lippstadt |
| Rixen                 | 40051 | 19.03.1858 | Kreis, von 1953 bis 1969 Landkreis Brilon |
| Rixen                 | 40051 | 01.01.1975 | A > Brilon |
| Robringhausen         | 51045 | 19.03.1858 | Kreis, von 1953 bis 1969 Landkreis Lippstadt |
| Robringhausen         | 51045 | 01.01.1975 | A > Anröchte |
| Röckinghausen         |       |            | → Langenberg |
| Rödgen                |       |            | → Obersdorf |
| Rödinghausen          | 48044 | 19.03.1858 | Kreis, von 1911 bis 1969 Landkreis Herford |
| Rödinghausen          | 48044 | 01.04.1938 | TA > Ostkilver |
| Rödinghausen          | 48044 | 01.01.1969 | E < Bieren, Ostkilver, Schwenningdorf und Westkilver (als Ortsteil Bruchmühlen); TE < HolsenI und Muckum |
| Röhlinghausen         | 37059 | 19.03.1858 | Landkreis, bis 1876 Kreis Bochum |
| Röhlinghausen         | 71015 | 01.07.1885 | ÄK > Landkreis, bis 1897 Kreis Gelsenkirchen |
| Röhlinghausen         | 71015 | 01.04.1926 | A > Gelsenkirchen und Wanne-Eickel (grt) |
| Rolfzen               | 49064 | 19.03.1858 | Landkreis, bis 1953 und ab dem 01.10.1969 Kreis Höxter |
| Rolfzen               | 49064 | 01.01.1970 | A > Steinheim |
| Röllingsen            | 59081 | 19.03.1858 | Landkreis, bis 1953 Kreis Soest |
| Röllingsen            | 59081 | 01.07.1969 | A > Soest |
| Römershagen           | 68019 | 19.03.1858 | Landkreis, bis 1953 Kreis Olpe |
| Römershagen           | 68019 | 01.07.1969 | A > Wenden |
| Rönsahl               | 32015 | 19.03.1858 | Landkreis, bis 1953 Kreis Altena |
| Rönsahl               | 32015 | 01.01.1969 | A > Kierspe |
| Rorup                 | 43026 | 19.03.1858 | Kreis, von 1953 bis 1969 Landkreis Coesfeld |
| Rorup                 | 43026 | ca. 1890   | TE < Darup |
| Rorup                 | 43026 | 01.07.1950 | TE < Kirchspiel Dülmen |
| Rorup                 | 43026 | 01.01.1975 | A > Dülmen |
| Rösebeck              | 62041 | 19.03.1858 | Kreis, von 1953 bis 1969 Landkreis Warburg |
| Rösebeck              | 62041 | 01.01.1975 | A > Borgentreich |
| Rösenbeck             | 40052 | 19.03.1858 | Kreis, von 1953 bis 1969 Landkreis Brilon |
| Rösenbeck             | 40052 | 01.01.1975 | A > Brilon |
| Rosendahl             | 43029 | 01.07.1969 | N < Darfeld und Osterwick; Kreis, bis zum 30.09.1969 Landkreis Coesfeld |
| Rosendahl             | 43029 | 01.01.1975 | E < HoltwickII |
| Rosenhagen            | 54055 | 19.03.1858 | Kreis, von 1953 bis 1969 Landkreis Minden |
| Rosenhagen            | 54055 | 01.01.1973 | A > Petershagen |
| Rotenhagen            | 46028 | 19.03.1858 | Kreis, von 1953 bis 1969 Landkreis Halle (Westfalen) |
| Rotenhagen            | 46028 | 31.12.1962 | TA > Werther (Westfalen) |
| Rotenhagen            | 46028 | 01.01.1973 | A > Werther (Westfalen) |
| Rothe                 | 49065 | 19.03.1858 | Landkreis, bis 1953 Kreis Höxter |
| Rothe                 | 49065 | 01.01.1970 | A > Beverungen |
| Rothenuffeln          | 54056 | 19.03.1858 | Kreis, von 1953 bis 1969 Landkreis Minden |
| Rothenuffeln          | 54056 | 01.01.1973 | A > Bad Oeynhausen und Hille (grt) |
| Rotingdorf            | 46029 | 19.03.1858 | Kreis, von 1953 bis 1969 Landkreis Halle (Westfalen) |
| Rotingdorf            | 46029 | 01.01.1966 | TA > Theenhausen |
| Rotingdorf            | 46029 | 01.01.1973 | A > Werther (Westfalen) |
| Rott                  | 78055 | 21.01.1947 | B; Kreis Lemgo |
| Rott                  | 78055 | 01.01.1969 | A > Extertal |
| Rottum                | 47052 | 19.03.1858 | Landkreis, bis 1901 Kreis Hamm |
| Rottum                | 76052 | 17.10.1930 | NÄK > Landkreis, bis 1953 Kreis Unna |
| Rottum                | 76052 | 01.01.1968 | A > Kamen |
| Roxel                 | 55017 | 19.03.1858 | Landkreis, ab 1969 Kreis Münster |
| Roxel                 | 55017 | 01.01.1975 | A > Havixbeck und Münster (grt) |
| Ruckersfeld           | 66096 | 19.03.1858 | Landkreis, bis 1923 Kreis Siegen |
| Ruckersfeld           | 66096 | 01.01.1969 | A > Hilchenbach |
| Rückershausen         | 65038 | 19.03.1858 | Kreis, von 1953 bis 1969 Landkreis Wittgenstein |
| Rückershausen         | 65038 | 01.01.1975 | A > Laasphe |
| Rudersdorf            | 66097 | 19.03.1858 | Landkreis, bis 1923 Kreis Siegen |
| Rudersdorf            | 66097 | 01.01.1969 | A > Wilnsdorf |
| Rüdinghausen          | 44076 | 19.03.1858 | Landkreis, bis 1875 Kreis Dortmund |
| Rüdinghausen          | 73020 | 01.04.1887 | ÄK > Landkreis, bis 1911 Kreis Hörde |
| Rüdinghausen          | 73020 | 01.04.1922 | A > Annen |
| Ruensiek              | 77074 | 21.01.1947 | B; Landkreis, ab dem 01.10.1969 Kreis Detmold |
| Ruensiek              | 77074 | 01.01.1970 | A > Schieder-Schwalenberg |
| Ruhne                 | 59082 | 19.03.1858 | Landkreis, bis 1953 Kreis Soest |
| Ruhne                 | 59082 | 01.07.1969 | A > Ense |
| Rumbeck               | 33044 | 19.03.1858 | Kreis, von 1953 bis 1969 Landkreis Arnsberg |
| Rumbeck               | 33044 | 01.01.1975 | A > Arnsberg (grt) und Meschede, Stadt |
| Rünthe                | 47053 | 19.03.1858 | Landkreis, bis 1901 Kreis Hamm |
| Rünthe                | 76053 | 17.10.1930 | NÄK > Landkreis, bis 1953 Kreis Unna |
| Rünthe                | 76053 | 01.01.1966 | A > Bergkamen |
| Ruploh                | 59083 | 19.03.1858 | Landkreis, bis 1953 Kreis Soest |
| Ruploh                | 59083 | 01.07.1969 | A > Soest |
| Rüppershausen         | 65039 | 19.03.1858 | Kreis, von 1953 bis 1969 Landkreis Wittgenstein |
| Rüppershausen         | 65039 | 01.01.1975 | A > Laasphe |
| Rüthen                | 51046 | 19.03.1858 | Kreis, von 1953 bis 1969 Landkreis Lippstadt |
| Rüthen                | 59119 | 01.01.1975 | E < Altenrüthen, Hemmern, Hoinkhausen, Kallenhardt, Kellinghausen, Kneblinghausen, Langenstraße-Heddinghausen, Meiste, Menzel, Nettelstädt, Oestereiden, Weickede und Westereiden; TE < Drewer, Effeln und Suttrop; ÄK > Kreis Soest |